# 東慶寺

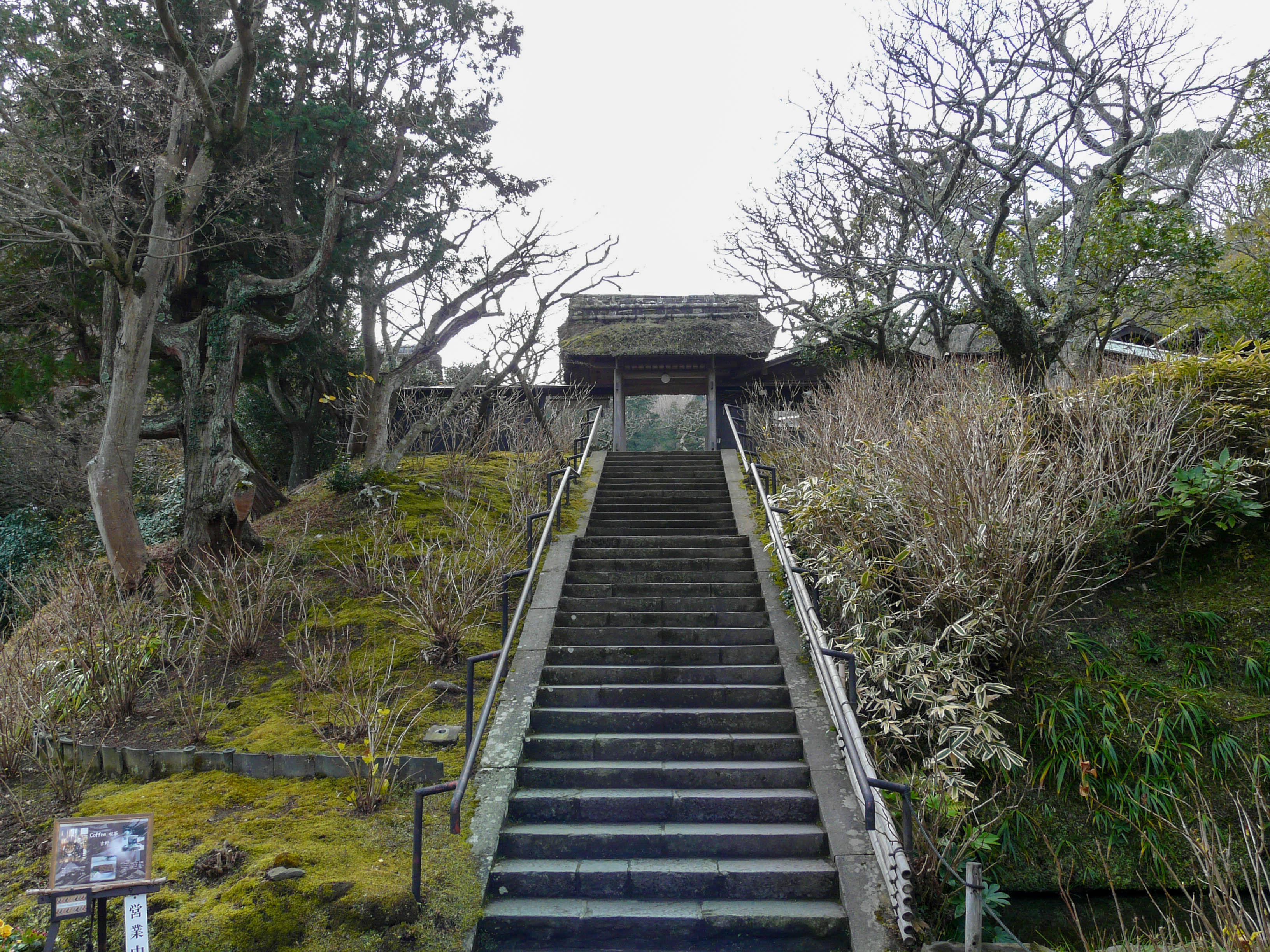
山門。江戸時代には街道に面して大門があり
現在の山門は中門で男子禁制の結界だった。

円覚寺から見下ろす東慶寺全景

東慶寺の参道

東慶寺（とうけいじ）は、神奈川県鎌倉市山ノ内にある臨済宗円覚寺派の寺院である。山号は松岡山、寺号は東慶総持禅寺。寺伝では開基は北条貞時、開山は覚山尼と伝える。現在は円覚寺末の男僧の寺であるが、開山以来明治に至るまで本山を持たない独立した尼寺で、室町時代後期には住持は御所様と呼ばれ、江戸時代には寺を松岡御所とも称した特殊な格式のある寺であった。また江戸時代には群馬県の満徳寺と共に幕府寺社奉行も承認する縁切寺として知られ、女性の離婚に対する家庭裁判所の役割も果たしていた。
※境内での写真撮影は以前より一眼レフでの撮影のみが禁止されていたが、より一層のマナー悪化のためスマートフォンを含む全ての撮影が2022年06月07日から禁止となった。

## 歴史

### 鎌倉時代

伊豆韮山にある旧東慶寺梵鐘の銘文

東慶寺に残る過去帳等によれば「開山潮音院覚山志道和尚」とある。覚山尼は安達義景の娘で、鎌倉幕府の第8代執権・北条時宗の夫人である。
1284年（弘安7年）4月、北条時宗の臨終の間際、無学祖元を導師として夫婦揃って落髪（出家）し、覚山志道大姉と安名し。そして翌1285年（弘安8年）に第9代執権・北条貞時を開基、覚山尼を開山として当寺は建立されたと伝える。
ただしそう伝える東慶寺の古文書は江戸時代のものであり、現存する古文書で覚山尼を東慶寺開山とするもっとも古いものは戦国時代天文頃の『五山記考異』である。
鎌倉時代の東慶寺に関する確実な史料は梵鐘の銘文である。鎌倉幕府滅亡前年の1332年（元徳4年）に東慶寺の梵鐘が完成した。ただし今は東慶寺にはなく、静岡県韮山の本立寺にある。その銘文によると大檀那は覚山尼の子、9代執権北条貞時の妻覚海円成である。住持に果庵了道の名があり、
他に首座（しゅそ）比丘尼、都寺（つうず）比丘尼の名も見える。このことから東慶寺は鎌倉時代からあり、かなりの規模を持つ北条得宗家ゆかりの尼寺であったことは確実とされる。

### 南北朝時代
東慶寺の「過去帳」には、四世住持果庵了道尼のあと南北朝時代に後醍醐天皇の皇女用堂尼が五世住持となったとある。「由緒書」ではこの用堂尼以来「松岡御所」と称され「比丘尼御所同格紫衣寺なり」とする。用堂尼は兄の護良親王の菩提を弔う為に東慶寺に入ったとされ、護良親王が殺された当時東光寺（現鎌倉宮）周辺、二階堂の地を東慶寺が領有していたのはそのためという。
護良親王の墓所・理智光寺等は少なくとも江戸時代には東慶寺が管理しており、明治時代の鎌倉宮創建に際しては東光寺跡地を寄進している。ただし東慶寺の「過去帳」および「由緒書」は江戸時代のものであり、それ以前に用堂尼を記した古文書は現存しない。

### 室町から戦国時代
同寺は1515年（永正12年）に火災があり、本尊の墨書銘に「本尊計出候、菩薩座光取出」とあるので、それ以前の古文書のほとんどはその際に焼失したと思われる。「御所」の称号がある最古の史料はその火災から数十年後の北条氏康の書状である。
五世用堂尼以降の室町時代の住持は16世までは過去帳に名前のみ記されているだけで、出身も没年も不明である。寺以外の文書からは室町時代には鎌倉尼五山第二位とされていたこと、代々関東公方（鎌倉公方、古河公方、小弓公方）の娘が住持となっていることがわかる。1454年（享徳3年）の「鎌倉年中行事」には「太平寺長老公方様姫君」とともに「松岡長老」が正月に鎌倉公方足利成氏に謁することになっており、「松岡長老」が誰かは判らないものの鎌倉公方家の女性であろうといわれている。
16世は「足利系図」によれば古河公方足利政氏の娘であり足利成氏の孫にあたる。
17世旭山尼は過去帳によると足利義明の娘である。足利義明は足利政氏の子で「小弓公方」を称して古河公方と対立し、後北条氏と戦い戦死した。その旭山尼は1557年（弘治3年）に示寂とある。この17世旭山尼の頃の古文書は東慶寺に現存する。17世旭山尼の姉は尼五山第一位太平寺の住持青岳尼であったが、安房の里見義弘に連れられて本尊を持って出奔し、義弘の妻となった事件があった。
当時鎌倉を領していた北条氏綱が東慶寺の塔頭蔭凉軒の要山尼に里見氏との交渉を依頼し、取り返した太平寺本尊がいま東慶寺宝蔵にある聖観音立像（重文）である。なおこの事件により太平寺は廃寺となりその仏殿は後に円覚寺に移された。現在の国宝舎利殿である。
18世瑞山尼は足利政氏の孫、古河公方足利高基の娘であり、示寂は1588年（天正16年）6月10日である。
19世瓊山法清尼は小弓公方足利義明の子足利頼純の娘であり、17世旭山尼や太平寺最後の住持青岳尼の姪にあたる。18世瑞山尼示寂の後、後任を安房の足利家に求めたときの北条氏直の1588年（天正16年）の東慶寺宛印判状が残るが、「あわの国にゆうちゃく（幼弱）の御かた」とあり、示寂の1644年（寛永21年）まで56年間あるので、かなり幼い頃に東慶寺に入ったと思われる。

### 戦国時代の寺領

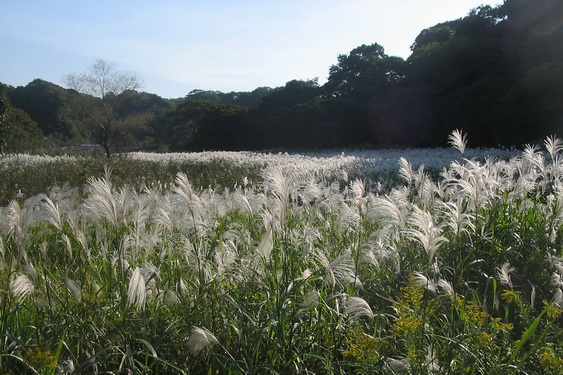
旧東慶寺領二階堂（永福寺跡）

鎌倉時代には北条氏の、室町時代には関東公方、戦国時代には後北条氏の庇護を受けているが、徳川家康以前の寺領についてははっきりしない。鎌倉時代については全く判らない。室町時代には関東公方足利氏満の下総国東庄小南郷の勝福寺への寄進状が東慶寺文書に有るので、勝福寺の寺領を東慶寺が引き継いだとも推測できるが詳細は不明である。北条氏綱の書状には上総国君津郡萬里谷新地のことが出てくる。
寺領の貫高が出てくる文書は、まず東慶寺門前の3貫40文を東慶寺蔭凉軒に安堵する1547年（天文16年）の北条氏直印判状が残る。ただしこれは寺領の極一部であり、この時点での全体像は判らない。次は1559年（永禄2年）の「小田原衆所領役帳」であり30貫文とある。それから10数年後の天正年間の寺領には山内荘内の2か所が見える。舞岡、野庭である。1574年（天正2年）8月17日の北条氏政印判状によると野葉郷（現神奈川県横浜市港南区の野庭）は106貫367文。同日の前岡郷（現横浜市戸塚区舞岡）についての氏政印判状によると前岡郷は216貫753文で、合計すると323貫文となる。このうち公事免や神田などの除田畠が61貫500文あるが、一方で検地による増分が約171貫文あり「此増分、御寺へ御寄進之由」とある。
1590年（天正18年）に後北条氏を下した豊臣秀吉に寺領を安堵される。関東で太閤検地が行われるのはその後である為に貫高・石高は明示されていないが「検地による出分をも領知せしむ」とある。東慶寺の寺領の全容が判明するのは徳川家康の関東入り後である。1591年（天正19年）に徳川家康が出した寺領寄進状には下総国東庄小南郷も、上総国君津郡萬里谷も、山内荘の舞岡も野庭も出てこない。「先例の如く」二階堂86貫60文、十二所内20貫80文、極楽寺内6貫240文とあり、合計112貫になる。この寺領は、鎌倉の寺院では円覚寺の144貫に次ぎ、鎌倉五山第一位の建長寺96貫よりも多い。他の鎌倉五山は浄智寺6貫140文、寿福寺5貫200文、浄妙寺4貫300文、と二桁も違う。この寺領はその後江戸時代にも維持された。

### 千姫と20世天秀尼

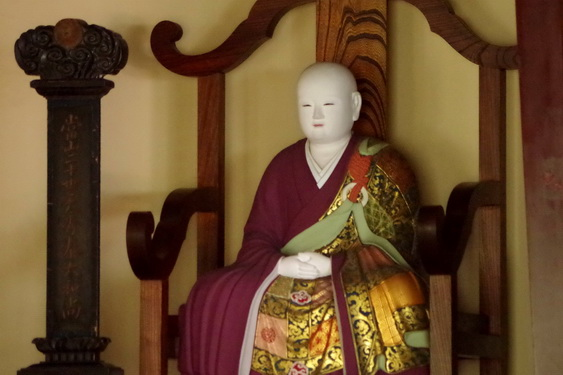
20世天秀尼木像。関東大震災で頭部以外は激しく損傷し、修復不能だったが、震災から70年後に以前の写真が見つかり、現在の状態に修復した。左が霊牌。

#### 天秀尼の薙染
江戸時代には大坂落城の翌年の1616年(元和2年)に豊臣秀頼の娘の天秀尼が千姫の養女として東慶寺に入り、後に20世住持となった。なおこの天秀尼以降、東慶寺は幕府（寺社奉行）直轄の寺であり住持任命も幕府による。
霊牌（位牌）の裏には「正二位左大臣豊臣秀頼公息女 依 東照大神君之命入当山薙染干時八歳 正保二年乙酉二月七日示寂」とある。このうち「薙染」（ちせん）が「仏門にはいる、出家する」という意味である。従って、出家は大坂落城の翌年の1616年(元和2年)、東慶寺入寺とほぼ同時期となる。出家後の名は天秀法泰。天秀が号、法泰が諱である。

#### 千姫の仏殿寄進と徳川忠長屋敷の移築

三溪園に移築された千姫寄進の旧仏殿

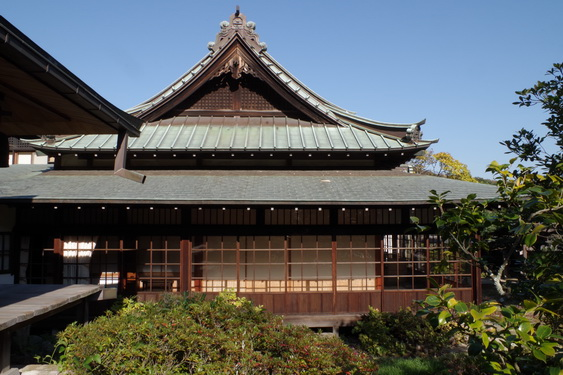
駿河大納言御殿移築の書院は関東大震災で倒壊し、同じ間取で再建された。一部に旧材を使用。

天秀尼が20世住持となった時期は1634年（寛永11年）以降、1642年（寛永19年）までの間である。1634年（寛永11年）以降というのは、東慶寺に伝える棟板の墨書銘からである。ここに「住持・法清和尚」「弟子・法泰蔵主（ぞうす）」とあるので、当時20代なかばであった天秀尼はまだ20世住持にはなっていなかったことになる。
東慶寺の寺例書には「駿河大納言様の御殿御寄付…客殿方丈等右御殿を以てご建立遊ばされ今に有」とあり、棟板の墨書銘はそのときのものである。「駿河大納言」とは家光や千姫の弟徳川忠長であり、1633年（寛永10年）12月6日に28歳で切腹させられた。翌年その屋敷が解体されて東慶寺に寄進されたということになる。この棟板の墨書銘には住持の19世瓊山法清尼と弟子の天秀法泰尼の他に歴史上有名な女性が二人登場する。千姫と、当時の将軍徳川家光の乳母・春日局である。この寄進を裏方として主導したのが春日局であろうと思われている。この寄進は当時の東慶寺の景観を一新するもので、千姫を通じた天秀尼と徳川家との強い関係を物語っている。
「新編相模国風土記稿」には仏殿も「駿河亜相忠長卿の旧館を移し賜ひ、寛永11年10月御建立あり、其時の棟板を蔵せり」とある。その仏殿は1907年（明治40年）に横浜の三溪園に移築され、重要文化財として現存する。
かつては1515年（永正12年）の大火災後に建立されたものが「駿河大納言様の御殿御寄付」のときにその部材をもって修理されたのではないかとも見られていた。しかし現在では仏殿は1634年（寛永11年）の千姫寄進による新築、忠長卿の旧館を移したものは客殿と方丈、そして大門等とされている。現在三溪園にある旧仏殿の屋根は茅葺の寄棟造であるが、1839年（天保10年）の「相中留恩記略」の境内絵図には寄棟造よりも格式が高い入母屋造に書かれており、1956年（昭和31年）の三渓園「修理工事報告書」でも建立当初は入母屋造であって、現在の状態は後世の改修と推察している。
寄進が千姫であるのでその入母屋造屋根は檜皮葺であった可能性もあるがそこまでの史料はない。

#### 豊臣秀頼菩提の雲板

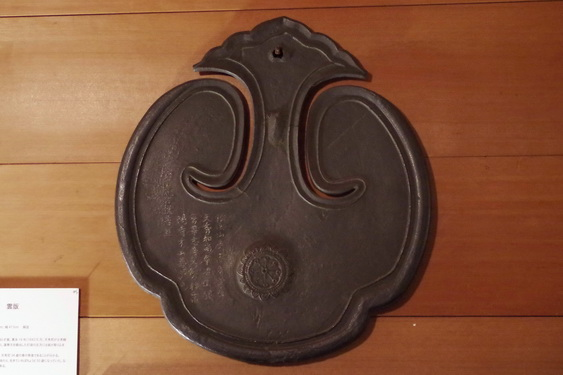
父秀頼菩提の雲板　高さ53.5cm幅47.5cm

天秀尼の20世住持就任を1642年（寛永19年）以前とするのは、父秀頼（法名崇陽寺秀山）菩提のために「天秀和尚」が寛永19年に鋳造した雲板（うんばん）が残されていることによる。そこに寛永19年とあり、「和尚」とは住持であることを示している。
先代の瓊山尼はこの頃存命であったが、この時点では隠居していたことになる。
雲板は、禅宗寺院で庫裏や斎堂などに掛け、食事・法要などの合図に打ち鳴らす雲形の板。日本には鎌倉時代に禅宗とともに伝えられた。青銅または鉄板製であるが、東慶寺のものは青銅である。

#### 会津四十万石改易事件
天秀尼の千姫を通じた徳川幕府との結びつきの強さを物語る事件に1639年（寛永16年）4月16日に始まる会津騒動、会津四十万石加藤明成改易事件がある。
天秀尼と会津四十万石改易の関係を記した史料は1716年（正徳6年）に刊行された「武将感状記」という逸話集である。それによると、会津四十万石の加藤明成の家老・堀主水が主君明成と対立して脱藩し、妻子を鎌倉の東慶寺に預け、自身は高野山に逃げた。加藤明成は家臣を東慶寺に差し向け、堀主水の妻子を捕縛したのかしようとしたのか、それに対して天秀尼は「大いに怒りて、頼朝より以来此の寺に来る者如何なる罪人も出すことなし。然るを理不尽の族（やから）無道至極せり。明成を滅却さすか、此の寺を退転せしむるか二つに一つぞと 、此の儀を天樹院殿に訴へ」これによって会津四十万石は改易になったと。
この「武将感状記」の記述が正しいとすれば、そこに伝える「比丘尼の住持大いに怒りて」は、堀主水が加藤明成に殺された1641年（寛永18年）以降、改易される1643年（寛永20年）までの間となる。

ただしこの話が記されている「武将感状記」は『雨月物語』まがいの話まであり全体としては信憑性に疑問がある。これだけで会津四十万石の改易と天秀尼の関係を史実とすることはできない。ところが堀主水の妻は確かに東慶寺に駆込んでおり、かつ天秀尼が義母千姫を通じて幕府に訴えてその助命を実現したこと、堀主水の妻は事件より30数年も後の1679年（延宝7年）10月19日に亡くなったことが、先々代住職井上禅定師の頃に明らかになった。

#### 天秀尼の示寂

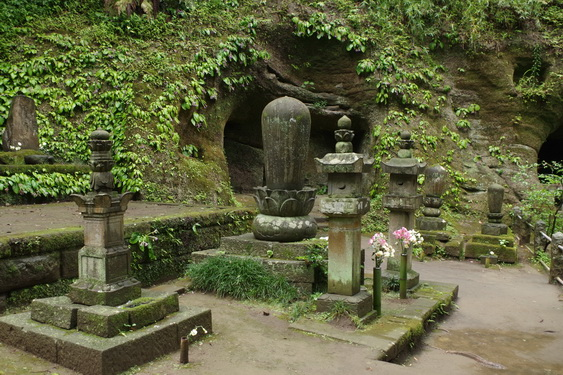
中央が東慶寺20世天秀尼の墓
左が台月院の宝篋印塔

天秀尼の示寂は、霊牌、および墓碑により1645年（正保2年）2月7日 であり、37歳で死去したことが判る。その十三回忌に千姫は東慶寺に香典を送っている。天秀尼の墓は寺の歴代住持墓塔の中で一番大きな無縫塔である。側に「台月院殿明玉宗鑑大姉」と刻まれた宝篋印塔があり、「天秀和尚御局、正保二年九月二十三日」と刻銘がある。天秀尼の死去の約半年後である。
東慶寺の前住職井上正道は「東慶寺にかなりの功績のあった人物、もしくは天秀尼が相当の恩義を感じていた、天秀尼にとっての功労者」「常に天秀尼のそばにいて、天秀尼を教育した人物」「天秀尼の心の拠り所であり、天秀尼の心の支えであったのではないか」と推測しているが、寺にはこの人物についての文献、伝承も一切なく、ただ墓のみが残っている。

### 天秀尼以降の住持

#### 21世永山尼
天秀尼の示寂の後約25年は住持不在であった。蔭涼軒、海珠庵等の塔頭に尼は居たが、その格式故に誰でもという訳にはいかない。代々の住持は関東公方足利氏の娘であり、17世旭山尼、18世瑞山尼、19世瓊山尼の頃には足利氏は実力は衰えてはいても「公方」、「御所」の娘である。19世瓊山尼も先述の棟板墨書銘に「住持関東公方家左兵衛督源頼純息女法清和尚」と名乗っている。天秀尼は「右大臣従二位豊臣朝臣秀頼公息女」であるので格式は十分であったが、それらに劣らぬ者となると適格の女人が得られず寺社奉行も困却する。
関東足利氏は古河公方、小弓公方に分裂していたが、瓊山尼の妹月桂院の奔走により、古河公方足利義氏の娘足利氏姫と、瓊山尼や月桂院の兄妹である小弓公方家の足利国朝の結婚によりかろうじて一本化され、喜連川家として存続していた。この喜連川家は徳川幕府下では他に例をみない御所号まで許された格式10万石、表高ゼロ、実高5,000石の特殊な藩である。その喜連川藩が蔭涼軒や海珠庵等東慶寺の塔頭の尼を経由して幕府寺社奉行に請願し、天秀尼の示寂の後10年後に喜連川尊信の娘が17歳で入寺する。21世永山尼として住持となったのはそれから15年後の1669年（寛文9年）である。

#### 22世玉淵尼
永山尼の示寂後約21年間は再び住持不在となった。1728年（享保13年）に高辻前中納言の息女が最後の住持予定者として入山するが、このとき古例を踏んで一旦喜連川茂氏の養女となり、そのうえで東慶寺に入っている。この高辻前中納言息女が22世住持玉淵尼となったのは1737年（元文2年）であるが元々病弱であったらしく住持となって直ぐに京へ戻っている。以降明治に至るまでの130年間、東慶寺には尼は居たが住持はいなかった。

### 蔭涼軒の院代時代

#### 蔭涼軒
東慶寺には時代により複数の塔頭があったが蔭凉軒（いんりょうけん）はその筆頭であり、西堂の法階をもつ重職である。先に太平寺本尊・聖観音立像を取り戻す交渉を行った蔭凉軒要山尼が出てきたが、その要山尼が大永年間（1521-1528年）頃に開いた。要山尼は道号に「山」がつくことから足利氏の出身と推定されている。
天秀尼示寂後の無住持時代は蔭凉軒五世法孝尼が院代（住持代行）を勤めている。東慶寺に徹宗法悟尼像が残るが、この徹宗尼は21世永山尼の姪（妹天野氏室の娘）であり、蔭凉軒の庵主になった。この蔭凉軒徹宗尼は永山尼の示寂後に院代を勤め、伯母の十三回忌に泰平殿を建立する。そして22世玉淵尼の帰京後も院代を勤めた。
以降明治に至まで蔭凉軒の庵主が院代を勤めている。

#### 寺役人

寺役所跡

##### 喜連川代官
近世において比較的大規模な寺領をもつ寺社は、領主として領民支配を行い年貢をとっており、その為の統治機構を有している。その頂点はもちろん住持であるが、実務は代官、寺侍・寺役人と称する俗人が行っている。東慶寺も112貫という領地を持っており、御所寺という格もあって寺役所があり寺役人を置いていた。
喜連川藩より永山尼が入寺したときに飯島左衛門重貞が付人として来た。これが喜連川藩から差し向けた最初の代官・寺役人である。永山尼は1707年（宝永4年）に示寂するが、喜連川藩は13回忌まで「霊供等世話致し度段」と永山尼の付人代官飯島覚右衛門を東慶寺に残し、13回忌が終わってもそのまま代官を東慶寺に置く。
喜連川藩は家格は高くとも実際には5,000石の小領主であり、数百石の東慶寺を差配することはかなり旨い話である。
1787年（天明7年）に蔭涼軒法清尼等がこの喜連川藩代官の収支牛耳、横領を円覚寺に訴える。円覚寺は寺社奉行に伺い、月桂寺が中に入って調停し、喜連川の代官は引払いとなった。

##### 円覚寺被官
その後は円覚寺差配のもとに蔭涼軒主が院代として寺務執行し、寺役人は円覚寺紹介の被官が務めるが、そのあとも寺役人の不法はたびたび続いた。
5年後の1793年（寛政5年）には寺役人が境内の松杉等の大木を盗伐し隣の浄智寺側に落とした事件があった。このとき被官を紹介した円覚寺役者（後の大用国師誠拙周樗）が東慶寺院代に詫びを入れ、円覚寺役者・東慶寺院代は被官三人に十七ヶ条の申し渡しをしている。この内 6条から13条までが縁切寺法に関することである。東慶寺の寺役人は元々は円覚寺の縁で東慶寺に勤めた者だがこの頃には院代と円覚寺 対 寺役人の対立で暗雲低迷する。
1802年（享和元年）に蔭涼軒主耽源尼は寺役人の横暴に嫌気がさしたのか、寺の御朱印を持って円覚寺に駆込んでしまい、その後円覚寺に寺の御朱印を預けて実家の旗本大久保家へ戻ってしまうという事件があった。このとき東慶寺には蔭涼軒の他に清松院、永福軒という2つの塔頭があったが既に無住であり、東慶寺には住持ばかりか一人の庵主もいなくなってしまう。清松院の留守番に老尼がひとりいただけである。もはや寺とは言い難いが、しかし寺役人が東慶寺とその寺領を支配しており、翌1803年（享和2年）に寺役人は円覚寺の不法を寺社奉行へ訴え出る。簡単に云うと東慶寺の御朱印を寺役人に戻せというものである。この裁判は寺社奉行阿部播磨守の屋敷で5名の奉行列席の元で行われ、その尋問に寺役人は満足に答えられず「恐れいるばかりでは相済まぬ、返答致せ」と寺社奉行脇坂淡路守に詰問され寺役人は敗訴となる。
ただし寺役人は東慶寺を追放された訳ではなく「右御達の趣逐一承知仕り万事御山の御指図に随ひ取計可仕候」と一札を取られて寺役人を続けた。

#### 院代法秀尼

1855年（安政2年）の寺役所図面。右側上から7畳半の内見部屋、各10畳の吟味所と白州土間。

その後、1808年（文化5年）に常陸水戸藩の姫法秀尼が蔭涼軒主・院代となっている。水戸藩の姫でも住持ではなくて院代というのが東慶寺の特殊な格式である。この年に水戸藩の史館で『東慶寺考』を編纂して寄進している。また水戸藩の後ろ盾で、1834年（天保5年）頃寺社奉行脇坂淡路守に年貢実収は寛永頃（1624 - 1645年）の半収と嘆き、貸付所の許可願いを出して許され、1836年（天保7年）には江戸にも支所を設けている。
東慶寺の寺役所にお白洲が出来たのはこの頃と思われる。ただしこのお白洲は東慶寺領の支配者としてのもので駆込女がお白州に座らせられたわけではない。また次ぎの章で触れる縁切寺法、その手続きもこの院代・蔭涼軒法秀尼の頃に整備された。示寂は1852年（嘉永5年）である。

### 明治以降

#### 尼寺・縁切寺法の終焉
明治維新により縁切寺法は廃止され、寺領からの年貢を失い、二階堂に山林を残すのみとなるがそれも大半は横領される。最後の院代順荘尼を描いた1897年（明治30年）の小説には「維持の方法立かぬれば徒弟たりし多くの尼法師、留置の婦人、被官残らず一時に解放し寺内の法務は本山円覚寺山内の役僧に委ね現住職法孝老尼女は別房に退隠して年老いたる婢女一人と手飼の雌猫一疋とを相手に…総門山門はもとより方丈脇寮諸社など朽廃にまかせ修繕の途なきはおおかた取りこぼち薪として一片の姻と化し」とある。順荘法孝尼は1902年（明治35年）78歳で死去し、尼寺東慶寺は幕を閉じる。そういう「修繕の途なき」状態の中で仏殿が原三溪に引き取られる。なお、明治10年代には庫裡が山内村の小学校になった。これが現在の小坂小学校の前身のひとつである。

#### 尼寺終焉後の住職
1903年（明治36年）、後に円覚寺管長となる古川堯道（ぎょうどう）が男僧としての第一世住職となる。その2年後の1905年（明治38年）に円覚寺管長で建長寺管長も兼務していた釈宗演が管長を辞して東慶寺の住持となり、その頃鈴木大拙がしばしば訪れ、夏目漱石も訪れる。釈宗演は1919年（大正8年）に61歳でこの寺で亡くなり、弟子の佐藤禅忠が住職となる。1923年（大正12年）9月の関東大震災で鐘楼を除く全ての建物が倒壊したが、禅忠は書院を大正末に再建し、1935年（昭和10年）本堂の再建と同時に53歳で亡くなる。
そのあと隣の浄智寺住職・朝比奈宗源が東慶寺住職を兼務し、昭和16年に佐藤禅忠の弟子であった井上禅定が住職となる。
この井上禅定の頃に、釈宗演の遺言であった松ヶ岡文庫を鈴木大拙の蔵書をベースに、財界人の寄付を仰ぎ設立する。尼寺東慶寺のわずかな遺産として二階堂に山林を持っていたが、永福寺跡の茅場も東慶寺が所有しており、それが鎌倉市に買い上げられたときにその代金でこれも釈宗演の遺言であった松ヶ岡宝蔵を建てた。井上禅定は1971年（昭和46年）から3年間円覚寺派宗務総長として管長朝比奈宗源を補佐し、1981年（昭和56年）8月より浄智寺住職に転じて、東慶寺住職には子息の井上正道が就任する。井上禅定は晩年、鎌倉市の緑を守る活動に積極的にかかわりながら、2006年（平成18年）1月、95歳で亡くなった。歴史に詳しく 『鎌倉市史・寺社編』の東慶寺の項は井上禅定の『駆入寺』を下敷きにしている他、『円覚寺史』の共著者でもある。井上正道は2013年（平成25年）7月に亡くなり、子息の井上大光が住職に就任した。

## 縁切寺法
東慶寺は、近世を通じて群馬県の満徳寺と共に縁切寺（駆込寺）として知られていた。この制度は女性からの離婚請求権が認められるようになる1873年（明治6年）5月の直前、1870年（明治3年）12月まで続く。
東慶寺の「由緒書」には「覚山（開山の覚山尼）貞時へ願はれ候は・・・女と申すものは不法の夫にも身を任せ候事常に候う事も尋常に候えば、事により女の狭き心によりふと邪の心差詰めたる事にて自殺杯致し候もの有之、不便の事に候間、右様の者有候節は三ヶ年の内、当寺え召抱置、何卒夫の縁を切り身軽に致し存命仕ませ候寺法」云々と願い、北条貞時も母の申し出故に是非もなく、朝廷に乞いて「勅許を蒙り夫より世上に名高く寺格も格別なり」とある。しかしこれには確証が無く、穂積重遠は「これははなはだ研究を要する。…ともかく縁切寺が東慶寺だけでなかったことは確かで」と書き、先々代住職井上禅定も「縁切寺法が開山以来連綿と続いているという口上書きは遡及扱いにして開山に付会した書き方である」とする。三年も一緒に暮らしていなければもう夫婦ではないというのは江戸時代初期には既にあった社会通念であり東慶寺に限ったことではない。この「由緒書」の記述は江戸時代の感覚である。書かれたのは1745年（延享2年）。幕府に差し出したものである。ただし少なくともその江戸時代中期以降東慶寺にはそう伝えられ、そう信じて駆込みに対処してきた。

### 中世の女性の地位
中世を通じて結婚・離婚という概念があったのは「家」を確立していた上中層階級だけである。
その上層階級の頂点貴族社会においても、結婚とは男が決まった女の処へ通い、その家に住み着くことであり、逆に離婚は夫がその妻の家に帰らなくなることだった。芥川龍之介の短編小説『芋粥』の原作は『今昔物語集』第26巻17話「利仁将軍若時従京敦賀将行五位語」という藤原利仁の若い頃の話である。利仁は「芋粥を腹一杯食ってみたい」と云った先輩の五位殿（侍階級の下級貴族）を敦賀の自分の家は連れていくが、その家は有仁という「勢得ノ者」の家で、利仁の妻はその娘だった。同じ『今昔物語集』第28巻1話には「近衞舎人共稲荷詣、重方女値語」がある。
茨田重方は妻帯者だったが仲間とともに稲荷詣に行く道で美しそうな女性を見つけ一生懸命口説く。しかしそれは重方の妻で、逆上した妻は往来の真ん中、夫の同僚達の見ている前で夫の髷を掴み「山も響くばかりに」ひっぱたいて「今日から私のところへきたら、この神社の神罰が当たろうぞ」「来たら、必ずその足をぶち折ってくれる」と云う。茨田重方は実在の人物であり武官である。
平安時代と鎌倉時代は政権は大きく変わったが社会風俗としてはほぼ同じである。平安末期から鎌倉時代の東国の女性は戦闘にも加わる。
北条政子は他に例を見ない歴史的な恐妻と思われているが、他の妻も母も相当な発言力を持っている。御成敗式目にも女性の相続は当然のこととして記述されている。女性の地頭が居たり、訴訟の当事者としても女性が多数登場する。妻からの離婚の訴えも出来た。
中世でも平安時代後期から鎌倉時代を経て室町時代末期に下るにつれ、公的な世界からは女性が徐々に排除されていくが、しかしその中世の中で女性の地位が最も低下していた戦国時代、1562年に日本に来て35年間日本に住んでいたポルトガルの宣教師ルイス・フロイスの日本覚書にはこういう記述がある。
しかしそれも上中層階級においてである。

### 近世・江戸時代の離婚
江戸時代より前の庶民（下層階級）には離婚という感覚は無い。そもそも男女が夫婦として同じ家に住み、協力して家業、例えば農耕に励み、子供を育てて家を継がせるという「家」の概念が一般庶民にまでは浸透していなかった。それが名主や豪農ですらない一般の農民・庶民にまで浸透していったのは江戸時代初期の婚姻革命によってであるとされる。江戸時代ほど「本音」と「立前」の落差が激しい時代は無かったと云われるが、結婚・離婚について「立前の世界」が出来たのは江戸時代になって徳川家康が儒教を取り入れて以降である。
儒教での女性感は「女三界に家なし」な教訓書『女大学』によくあらわれており、妻が夫を嫌って別れたいなど決して思ってはならないことであった。奉行、代官などになる上級武士は儒学で育っている。儒学の女性観が江戸期の婚姻・離婚の幕府法制上の「立前」である。一方で一般には明治以降現在に至るまで、封建制下の女性は男尊女卑な「七去三従」でがんじがらめにされていたと思われている。「立前」ではなくそれが「本音」「実態」だったと。しかし高木侃は「明治民法は、それ以前はタテマエにすぎなかった夫権優位を現実に強制した」と全く逆のことを述べる。
江戸時代の離婚は「夫側からの離縁状交付にのみ限定されていた」と良く云われる。それを象徴する学術用語が石井良助の「夫専権離婚」説である。石井良助は法制、つまり「立前」としてはそうだったと述べているだけだが、この「夫専権離婚」という言葉が一人歩きし、実態としてもそうだったと思われがちである。
もうひとつ一般にそう思われがちな理由は、多くの離縁状に離縁理由として書かれる「我等勝手に付」である。夫は勝手に妻を離婚出来たと。そういう誤解がかなり広く浸透している。
しかしこの「勝手」の意味合いは現在の印象とは少し違い「都合により」ぐらいの意味であることは70年以上前の穂積重遠の段階から指摘されており、その後高木侃が詳細に論証した。それは具体的な理由は書かないのを良しとするという現れであり「妻の無責性」を表すものであると。
退職願に「会社に将来性がないから」とは書かず「一身上の都合により」と書くのと同じである。
「離縁状は夫が交付する」のはその通りであるが、しかし高木侃は実態としては夫は勝手気儘に妻を離婚出来たという「専権」ではなく、むしろ夫に科せられた「義務」であると強調する。
現在では百科事典でも「当時庶民の間では，離婚は仲人・親類・五人組等の介入・調整による内済(示談)離縁が通例であったと思われるが、形式上妻は夫から離縁状を受理することが必要であった」とされる。
嫁ぎ先の「家」の資産にもよるが、儒教的な道徳や武家社会の慣習が浸透しなかった農民や町人の社会においては、女性の地位はけっして低いものでは無かった。いわゆる水飲み百姓で、資産（田畑）などろくになければ「家」の重みもない。夫婦は対等に近くなる。幕末から明治にかけての日本の庶民の女房を観察した外国人はこう述べている。
明治以降昭和初期までの近代においてさえ地方の常民の間では立前はあまり強くは無いことが民俗学の調査で判る。江戸時代には妻の方からは離縁を言い出せなかったのかというとそうではない。最古の離縁状の実物は1696年（元禄9年）のものであるが、夫が1両の趣意金を受け取っていることから、妻方からの要求による離縁である。どっちの家、家業に入るかということも大きい。婿養子の場合には「三界に家なし」は家付娘である妻ではなくてよそ者の婿殿になる。近年十日町市で1856年（安政3年）の「妻の書いた離縁状」も発見されている。話がつきさえすれば離婚できた。問題は話がつかなかった場合である。

### 縁切寺三年勤の背景
江戸時代の「律令要約」には妻方からの離婚に関して5つの条項がある。そこに共通するものは「三、四年過ぎ」というキーワードであり、例えば「離別状遣わさずといえども、夫の方より三、四年進路致さざるにおいては、たとえ嫁し候とも、先夫の申分立ち難し」である。この判例は「公事方御定書」でも踏襲されている。
江戸時代中期以前に「3年も別居していればもう夫婦ではない」という社会通念が成立していたと言える。
妻方からの離縁の申し出に話がつかなかった場合の強行手段として「夫の手に負えぬ場所」への「縁切奉公」があった。これを「縁切奉公」と名付けたのは石井良助である。どのような場所かというと代表的には武家屋敷である。尼寺も勿論、普通の寺である場合もある。関所に駆込んだ例もある。要するに「夫の手に負えぬ」、連れ戻せぬ、少なくとも庶民にとって「権威のある場所」であれば良かった。そこに3年間奉公していれば結婚は時効となる。それが禁止された後でも、夫方を呼び出して「離縁せよ」と云ってくれる。
東慶寺も江戸時代初期にはそうした「夫の手に負えぬ場所」のひとつであった。ただし元禄時代の「盤珪禅師法語」に「女人問、女は業ふかき者にて高野山または比叡山などの貴き山へは結界とて上る事を得ず。師曰、鎌倉に比丘尼寺あり、是は男結界也」とあるように、男子禁制の代表として知られ、かつ会津四十万石改易事件にも見られるように、その「男結界」は大身の大名すらはねのけるほどである。庶民の夫にとっては並みの「手に負えぬ場所」ではない。しかし江戸時代中期に幕府は武家屋敷への駆込みを抑制したらしく、「縁切奉公」先の多くは「駆込は迷惑だから」「風俗よろしからず」と受け付けないことを表明する。年代としては1704年（宝永元年：前橋藩）から1786年（天明6年：小諸藩）頃である。それらは関東近国の親藩・譜代であったが、遠く九州の外様大名である熊本藩でも「縁切奉公」の慣行があり、それが1773年（安永2年）の達しで禁止される。なお縁切三年奉公と言っても東慶寺では足掛3年満24か月であった。

### 離縁状

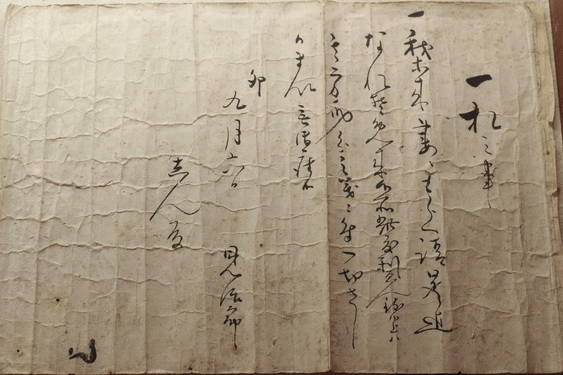
離縁状、いわゆる三下半。
東慶寺に残るものは駆込女が無事に内済離縁となったときの縁状状の写しである。写しとは云え東慶寺に差出す写しの方に良い紙を使い丁寧に書くことがある。

短文の離縁状　今後何処に嫁ごうとも異存は無いと表明していれば文言や行数は問題とならない。2行のものも10行半のものもある。

ここでは「離縁状」に統一するが、「去状（さりじょう）」、「暇状（いとまじょう）」、「隙状（ひまじょう）」、「縁切状」、「手間状」と呼ぶこともある。最古の離縁状の実物は1696年（元禄9年）のものだが、
写しなら1686年（貞享3）のものが福井で見つかっている。
幕府の直轄地である京都で1684年に刊行された用文章（実務文例集）『願学文章』にはすでに「離縁状」の雛型が載っている。小田原藩では離縁には証文を必要とするというお触れが1669年（寛文9年）にあった。「向後女房離別いたし候者これあり候はば、自筆にてさり状を遣わすべく候、・・・此以後かようの証文これなく離別いたし候と申し候とも、御立なられまじき由、仰せでられ候、此旨村中へも申し渡し、堅くあい守り申すべく候」と。この方針は幕府の方針だった可能性もある。この当時の幕府の法令（御触れ）は諸藩に伝えられ、特に親藩・譜代ではおおむね右へならえする。まして小田原藩主稲葉正則はこのとき老中首座で、後には大政参与にまで登った大物である。しかし幕府の方針だったとしても年代を超えて一貫したものではなく、記録も集積されない。それは徳川吉宗による享保の改革の目玉のひとつ、1742年（寛保2年）の公事方御定書を待たなければならない。また離縁状は全国一律に必要とされた訳ではなく、幕末に至るまで必要とされなかった地方がある。主に西国である。

### 縁切寺への幕府の態度

#### 江戸時代初期
「近世・江戸時代の離婚」でふれたように、江戸時代ほど本音と立前の落差が激しい時代は無かったと云われる。例えば妻の不義密通など言語道断であり「公事方御定書」の下巻「御定書百ヶ条」では「死罪」。夫が妻と間男を重ねて4つにしても、つまり二人とも殺してもお咎めなしてある。しかし密通がばれてもほとんどは元の鞘に納まるか、あるいは先の「仲人・親類・五人組等の介入・調整による内済離縁」つまり示談による離婚になっている。しかし幕府奉行所のお白州までくるとそこは立前の世界である。江戸時代初期には妻が夫を嫌うこと自体が不届とされて、1662年の判決においては「髪を切ってでも離婚したい」という妻の訴えを退けている。妻が縁切りを求めて東慶寺に駆込むと言う事自体も嫌忌した。1688年（貞享5年）2月14日の東慶寺への妻の駆込に対する幕府の判決に「ふり儀、三之丞（夫）を嫌い、鎌倉松岡東慶寺へ欠（駆）入候段不届」とし、既に東慶寺に入寺しているので、離婚だけは認めるが、「今後縁付き無用」つまり再婚は認めないというものがある。このときの在寺期間が足掛3年（卯年より翌々年の巳年9月）であった。縁切寺三年勤と言っても東慶寺では足掛3年満24ヶ月であったが、それはこの前例を踏襲したものと思われる。なおこの判決では離縁状の授受は問題にされていない。「公事方御定書」以前であるので、判決にバラツキはあるが徐々に軟化していったらしいことが後の「律令要約」を見るとわかる。

#### 江戸時代中期
東慶寺が離縁状を取るようになったのは1700年前後であることが寺役人が1745年（延享2）に寺社奉行に提出した寺例書でわかる。読み下しを要約するとこうなる。
永井伊賀守とは永井直敬であり、寺社奉行であったのは元禄7年（1694年）から10年間である。趣旨は1669年（寛文9年）の小田原藩のお達しと同じである。足掛3年経っても夫が納得せず「出入りに及ぶ（訴え出る）」ことがあったので、そのようなことにならぬように縁切奉公・寺法離縁の場合でも夫から離縁状を取れと、今でいう行政指導が有ったということである。この古文書から、東慶寺が離縁状をきちんと取りだした時期と、それ以前から「駆込み」を受け入れていたこと、さらに幕府・寺社奉行がそれを承認していたことがわかる。
1720年頃には江戸町奉行の反感を買うが、これは妻の駆込み後、直ちに飛脚が奉書（後の寺法書）を届け、夫に離縁状を書かせようとしたことが反感を招いたという。1721年（享保6年）の事例では、東慶寺から夫方に来た最初の通知は出役達書ではなく離縁状を書けという奉書であった。それが菊桐御紋の御用箱で突然来る。思いあまった夫方が町奉行にお伺いをたてたら「東慶寺には適当に返事をしておけ、妻が東慶寺を出たら捕らえて報告しろ」と命じた。その当時の奉書は、1727年（享保12年）の奉書を引用した文書からわかるが、後の寺法書より短く単刀直入である。それが変わったのは1731年（享保17年）である。同様のケースで「松ヶ岡へ欠込候上は、寺法之事ニ候間、離縁差遣すべき旨仰せ」つけている。名主側の心得書(マニュアル)にも、万一菊桐御紋の文箱が届いたら、箱を開けずに神棚に飾って、即座に夫に離縁状を書かせるべしと書いてある例がある。相手が松岡御所では勝ち目は無いし厄介ごとが長引くと大変だという訳だが、もうひとつは、この頃封を切らずに夫が離縁状を差し出せば駆込女の在寺期間は24ヶ月の半分12ヶ月になったことによる。これは1793年（寛政5年）の「被官え申渡十七ヶ条」の6条にある。
「律令要約」に「夫を嫌い、家出いたし、比丘尼寺へ欠（駆）入り、比丘尼寺へ三年勤め、暇出で候旨訴うるにおいては、親元へ引き取らす」と書かれたのは1741年（寛保元年）である。1688年（貞享5年）の幕府の判決にあったような「妻の再婚は認めない」という部分が無くなっている。1762年（宝暦12）には「縁切寺は東慶寺と満徳寺に限る」との寺社奉行所の発言が前橋藩に記録される。
これは満徳寺へ駆込んだ妻の三年勤めの後に離縁状を請求したが夫が承服せず、満徳寺は寺社奉行へ訴え、寺社奉行が前橋藩へ夫に離縁状を書かせろと指示した一件である。このとき前橋藩の郡代は「御公領と御私領とハ訳も違可申」、離婚は「夫之意ニより」、「左様ニ（縁切寺法のように）婦人之方理合強キ様ニては不相済」と反発している。それに対して前橋藩の江戸藩邸はこれを断ると幕府の評定所で審議されて「寺法之通」りに裁決されるはずだから断れないと国元に伝える。

#### 江戸時代後期
更に後の時代には、あわや縁切寺法の断絶かという場面が幕府の一喝で救われたということもあった。先にも触れたが 1801年（享和元年）に蔭涼軒主耽源尼が寺の御朱印を円覚寺に預けて隠居し実家へ戻ってしまう。東慶寺を預けられてしまった円覚寺は、当分の間、東慶寺の縁切寺法を中止すると決めてしまった。このとき寺社奉行の松平周防守（浜田藩主）が円覚寺の僧を呼び出して役人に叱責させた記録が円覚寺に残る。そこには「欠入（駆込）寺東慶寺に限り候に、それ（駆込）を断り候はば、円覚寺より日本中へ触差出候様可然」と。この「ならば日本中に駆込中止の触れを出せ」との叱責に慌てた円覚寺は縁切寺法の継続させることにしたという一件である。また、東慶寺の縁切寺法に従わない、寺法離縁状を書かない強情夫を寺社奉行が呼び出して仮牢で脅すというようなバックアップも行っている。
東慶寺と満徳寺以外については問い合わせがあればこれを禁じている。しかし記録に残るその問い合わせは1825年（文政8年）、1846年（弘化3年）、もう一件は文化・文政（1804年～1829年）の頃と推測されている。1762年（宝暦12）の寺社奉行所の発言は全国の領主および寺院に周知された訳ではない。尼寺に限らず多くの寺院が駆込があれば受け入れており、その地の領主・役人も話がこじれない限り受容していたということでもある。
ところで先に「東慶寺と満徳寺以外については問い合わせがあればこれを禁じている」と書いたがそれはおおよそであり、満徳寺の場合は常に認められていた訳でもない。先に触れたが1801年（享和元年）に寺社奉行所の寺社役は円覚寺に「欠入寺東慶寺に限り候に」と述べているし、1843年（天保14年）に幕府岩鼻代官所は離縁がこじれて双方の掛け合いがうまくいかなければ、奉行所に出訴すべきであり、満徳寺がこれに関与する必要は無いと満徳寺を無視している。先に1731年（享保17年）から江戸町奉行の態度が変わったと記したが、これにも多少のブレはある。1845年（弘化2年）に町奉行所は満徳寺に駆け込んだ妻「さよ」を差し出させようとし、満徳寺は寺社奉行に訴えたが町奉行所に差し出すように言われている。結局「さよ」は町奉行所の威圧に屈して帰縁した。「公事方御定書」以降であっても幕府の態度は常に一貫したものではなく、寺社奉行・町奉行・代官所の間でもバラツキはある。

### 東慶寺の寺法手続き
以下はあくまで江戸時代後期1808年（文化5年）に水戸藩の姫法秀尼が院代がとなってから寺法書式集などを含めて手続きが整備されて後の話である。この時期は東慶寺でも、もうひとつの縁切寺である満徳寺でも、ほとんどは「内済離縁」である。事例は様々で、夫が反省して復縁した例、夫が嫌いな訳ではないけど姑に堪え切れず、などというのもある。

#### 身元調べ・女実親呼出

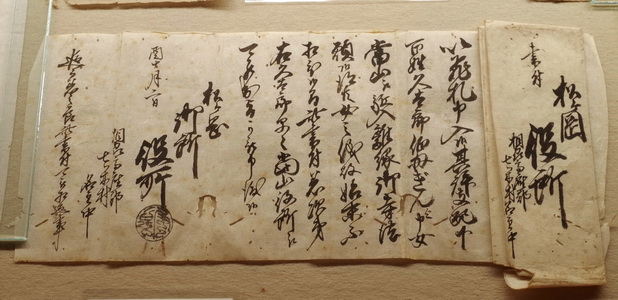
女実親呼出状　　差出人である松ヶ岡御所役所を上に大きく、宛名である名主は下に小さな字で書いている。

駆込みがあると即座に入寺させるのではなく、御用宿（東慶寺では三件あった）へ預る。この御用宿は単なる宿泊施設ではなく、「身元調べ」を代行し、後から来た夫方との和解、あるいは内済離縁の調停をすることもあり、宿兼東慶寺に対する司法書士、相手方との示談仲介という点では弁護士のような役割も果たした。寺役人によってか、あるいは御用宿かでまず「身元調べ」を行い、次いで「女実親呼出」となる。この呼出状は妻の実家方の名主に届けられる。出頭した親に対し娘に復縁を勧めさせる。どうしても別れたいとなれば、親に夫方と掛け合って内済離縁（示談）にするよう伝える。「女実親呼出」を受けた駆込女の実家が、東慶寺へ来る前に夫と交渉して離縁状をとって「内済離縁（示談）」を済ませてしまうこともある。実は飛脚がそれを薦める。離婚に不承知だった夫も、東慶寺に駆込まれたとなれば勝ち目はないと諦めることが多い。

#### 出役達書

出役達書　　包みの表書きは呼出状と同じである。

駆込女の実家による「内済離縁（示談）」が不成功である場合、それ以降が満徳寺と大きく違う。東慶寺では寺役人を夫方名主宅に出張させるが、その前に飛脚が「出役達書」（でやくたっしがき）を夫方名主へ届ける。内容は「誰々妻の駆込みの件で、松岡御所の役人が何日に行くので、夫ともども家にいるように」というお達しである。今風に言えばただのアポ取りだがその差出人は松岡御所の役所である。「出役達書」で厄介事に巻き込まれた夫方名主も必死で内済離縁の仲介をする。この効果は絶大でほとんどはこの段階で内済離縁が成立する。半強制だが形式上は内済離縁（示談）であるので駆込女は寺に入ることなく、御用宿から実家に帰れることが出来た。

#### 出役・寺法離縁

御用箱　　御用箱で現存するものは木地のままの様にも見えるが拭漆であり、拭漆は擦れて薄くなると重ね塗りする。使用されていた頃には光沢があったはずで、この菊桐御紋で名主や夫を威圧する。町奉行側の記録には中は黒塗（黒漆）であったと記されている。

寺法書（拘置御奉書）は「折り紙」 に書かれている。「折り紙付」とはこの様式からくる。

「出役達書」が来ても離縁状を書かないと、本当に「出役」となる。これ以降が「寺法離縁」である。東慶寺の寺役人が「寺法書」を持って夫方名主宅へ出向き「寺法書」を名主に渡す。名主は夫にそれを読み聞かせる。「寺法書」は「拘置御奉書」とも云い、内容は本質的には「慈悲の寺法、古来より御免の寺法により駆込女を拘え置く。だからもうお前の妻ではない。解ったら離縁状を書け」ということを松岡一老（院代）言葉として侍者が書いた奉書である。中期も後期も変わらない。
ただし言い方がだいぶ変わる。文の構成は次ぎのような4点からなる。
- これこれの女が駆け込んだが、お前の妻に間違いはないか。
- 苦労の多い寺法勤めは不憫であるので立ち帰るよう説得したがどうしても別れたいというので、しかたなく（寺に置くことを）お前に知らせる。
- もしもお前の妻が公儀の法に触れる者なら（あるいは異存があるなら） "証拠を揃えて、名主、五人組共々寺役所へ来い"。
- 以後差障無き書付（寺法離縁状のこと）を差し出せば来なくても良い。そうすれば "余多（いくた）の難儀" が降りかからないようにしよう[注 78]。

以前の様な町奉行所の反感を受けないように、問答無用で「離縁状を書け」というような命令調ではなく、表向きは駆込んだ女房は東慶寺が預かるという通知で、女文字で言い方も柔らかくはなっている。しかし十分脅している。寺役人が出向くということは「足掛け三年は寺から出さない、もうお前の妻ではない」というである。それでも離縁状を書かないと寺役人は暫く逗留し、その費用は夫負担である。「寺法書」は夫が書いた「寺法離縁状」とともに返すのが決まりだから、夫がそれを書かない限り名主宅におかれる。名主にとっては頭痛の種である。夫が町奉行所や代官所へ訴えてもこの頃は「それが寺法だから従え」と云われる。
更に粘ると寺社奉行吟味となり、奉行所は威圧しつつ「御理解」、つまり内済を薦め、強情な夫には「仮入牢」で脅す。
幕府寺社奉行を頼れるところが東慶寺・満徳寺とその他の「夫の手に負えぬ場所」の最大の違いであるが、東慶寺が寺社奉行を頼るのは最後の最後である。極力御所寺の威光で夫方を屈服させようというのが完成期の東慶寺の寺法である。
満徳寺と違うところは、すぐには寺社奉行を頼らないことと、「出役」以降は、夫が離縁状を書いてもそれは鎌倉松岡御所様お役所、つまり東慶寺宛であって駆込女房には渡されず、足掛3年満24ヶ月は妻は入寺することである。24ヶ月後にやっと駆込女房は離縁状を手にして誰と結婚してもよいことになる。一方、夫は離縁状を書きさえすればすぐに誰と再婚してもよい。

#### 寺法離縁状
以下に画像と、それとは別の東慶寺に残る中で最古の寺法離縁状をあげる。1738年（元文3年）のものである。□は虫食い等で不明な部分である。個々に若干の文言の違いはあるが、概ね同一の書式に従う。寺法離縁の場合は書かなければならないことが多いので三行半には収まらない。

寺法離縁状　夫だけでなく名主も署名し、宛先は鎌倉松岡御所様御役所となっている。

上記のように東慶寺の寺法離縁の場合は、夫の書く離縁状は東慶寺宛であるので、24ヶ月後に女房が貰うのはその東慶寺宛離縁状の写しに寺役人が「このとおり間違いはない」と添書をしたものである。東慶寺に残るものは寺法離縁状の本物証文で、書写添書をしたものは残らない。離婚妻に渡されるからである。上記とは別の離縁状だが、離婚妻に渡された書写添書の離縁状が一通発見されている。添え書きは以下の通りである。
この古文書は1856年（安政3年）の「信州の駆込み女てる」の事例
であり、東慶寺宛の離縁状の書写添書を離婚妻に渡すことが先例であったことを初めて明らかにしたものである。「てる」の実家は信州筑摩郡堀之内村の名主を何代にもわたって勤めた高70～80石の豪農である。「てる」の夫は記録に残る限りでは「妻の実家の金だけが目当ての性悪な夫」であり、この夫婦は江戸に出ていて、そこから東慶寺に駆込んだ。この一件は東慶寺側と女の実家側の双方に残り、事件のほぼ全容が明らかになっている。
この夫婦の江戸の住まいは夏目漱石の父、馬場下横町の名主小兵衛配下の友七店である。夫は「古来御免の寺法」に従わず、寺社奉行に召し出されるという難事件であった。「てる」は24ヶ月の縁切奉公のあと実家に戻り、その後東慶寺に鑿子（きんす）を寄進している。

### 駆込みの集計

慶応2年の日記帳。関東大震災以前には日記数十冊が確認されているが現在残るのはこの年のみ。

駆け込み件数は495件（文書993点）であり、内東慶寺に残るものは約400件（文書690点）であるが、実際の件数はその数倍と思われている。かつ現在残る記録は断片的な記録が多く、どのような事情でと判るものはごく一部しかない。ただし東慶寺に残る記録を分類集計するだけでも全体の傾向は見てとれる。
何処から駆込んだかを見ると、圧倒的に多いのは江戸で140件、江戸以外の武蔵国では多摩郡45件、当時武蔵国で現在神奈川県の橘樹郡27件、久良岐郡21件、現在神奈川県の相模国では鎌倉郡38件、三浦郡45件、高座郡55件、その他現千葉県北半分の下総国14件である。最も遠いとされる信州の1件は、駆込女の実家が信州ということであって、実際に駆込んだのは江戸からであり江戸にカウントした。どこからの駆込みでも受け入れたが実際には現在の東京都、神奈川県、千葉県の範囲である。距離と人口が関係しているのか、東慶寺のある相模国でもほとんどは東部であり西部からは少ない。小田原藩領内からは一人もいない。遠方では常陸国 2件、上野国、甲斐国、駿河国各1件があるが、この内常陸からの女はあてもなく逃げてきたところ、鎌倉に縁切寺があると聞いて駆込んだという。上野国は近くに満徳寺があるにもかかわらず東慶寺に駆込んでいる。江戸では東慶寺がある程度知られていたということはあっても、その他の地方では東慶寺も満徳寺もほとんど知られていなかったということである。
駆込女の年齢は平均29歳（最低20歳、最高54歳）で、裁決の日数は平均して11日である。年次が明らかで、かつ寺法離縁か内済離縁か判明するものを集計すると以下のようになる。
- 最初の記録の1711年（宝永8年）から1807年（文化4年）までの約100年間は寺法離縁5件に対し内済離縁1件である。この時期の史料はあまり残っていないということであるが、比率だけは参考になる。
- それが院代法秀尼時代に入った1808年（文化5年）から1830年（文政13年）の23年は寺法離縁7件に対し内済離縁7件と半々。
- 寺法手続きが整備された文化・文政の後、1831年（天保2年）から1870年（明治2年）の30年では寺法離縁4件に対し内済離縁123件とほとんど内済離縁となる。

この内1866年（慶応2年）だけは2冊の日記帳が残るが、その一年間の離縁を求めた駆込は38件（それ以外も含めると47件）で、結果は内済離縁25件、寺法入寺2件、他は不受理1件、下げ4件、取下げ1件、帰縁1件、不明4件である。上記の寺法手続きは極力内済離縁で済ませるための仕組みとも云える。

### 出入三年満二十四ヶ月の縁切奉公

下が前欠の在寺中規定書。守るべき事柄の箇条書きの後に駆込女が署名している。複数の署名があることから、毎回この文書に追記署名したものと思われている。

駆込女は寺に入ると言っても出家して尼になるということではない。24ヶ月後には寺を出て誰とでも結婚できる。ここがよく誤解されると先々代住職の井上禅定が書いている。1821年（文政4年）の在寺中規定書（右画像）には「髪切候事」というのはあるが形式的にちょこっと切るぐらいと思われている。もうひとつの縁切寺、群馬県の満徳寺へ駆込む女の絵があるが、その絵でも寺の中に居る駆込女は長髪のままである。頭を剃る訳ではない。東慶寺の寺法に「頭を剃る」というケースがひとつだけある。「円覚寺被官」の項で触れた被官に申渡した十七ヶ条の中の第七条に、三年勤め中の女が脱走し捕まった場合には「頭を剃って丸坊主にし、素っ裸にして追い払う」とある。ただし本当に実行されたのかは不明である。少なくともその実例は今に残る古文書には記録されていない。駆込三年勤めの女はタダで実24ヶ月暮せた訳ではない。駆込女の三格式というのがある。
1. 上臈衆格は御仏殿に花をあげたり、来客があれば挨拶に出るとか、院代の側近くに仕える。あまり働かない。
2. 御茶の間格は座敷とか方丈の掃除、食事の調味、来客のときはお給仕をするなどである。床とか畳の上で働いている。
3. 御半下格はご飯を炊いたり洗濯をしたり、庭の草取りもするいわば下女である。土間とか庭で働いている。

冥加金によりそれが決まり、1838年（天保9年）の記録では上臈衆格は15両、御茶の間格は8両、御半下格は4両で、その他扶持料が月に2分2朱、24ヶ月で15両になる。これは上臈衆格と思われるが、少なくとも上臈衆格は24ヶ月で合計で30両を収めることになる。大店の商家の娘、豪農の娘なら実家も支払うことができるが一般庶民にとっては手の届かない額である。扶持料が三格式のどれにも課せられたかどうかについては史料が無いが、仮に冥加金と扶持料24ヶ月分の比率を御半下格に当てはめると合計8両となる。
寺入りした女はいろいろな定めに従って生活したが、ことに男子禁制については厳しく規定されていた。基本的には寺外に出ることは出来ず、止むを得ない用事の際でも名札を持った上で尼僧がつきそう。実の家族（ことに男性）が面会に来ても制約付での面会になった。重病の場合のみは寺外で養生できたが（男である医師は寺に入れないため）、寺外で養生していた期間は寺入りの期間には参入されない。上で述べたような仕事に加えて、経の簡単なものであるが読経もしなければならなかった。

## 境内

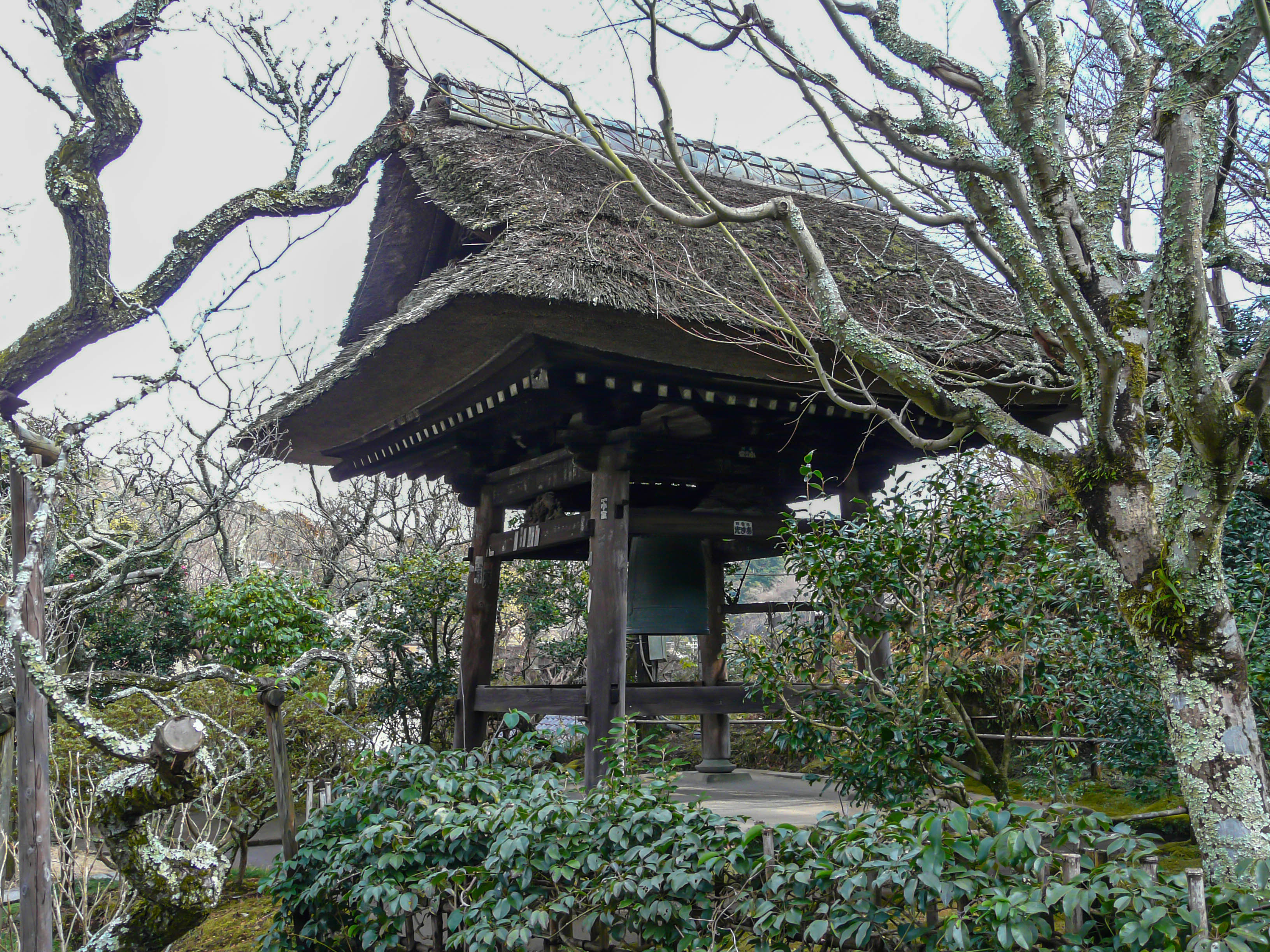
鐘楼

書院

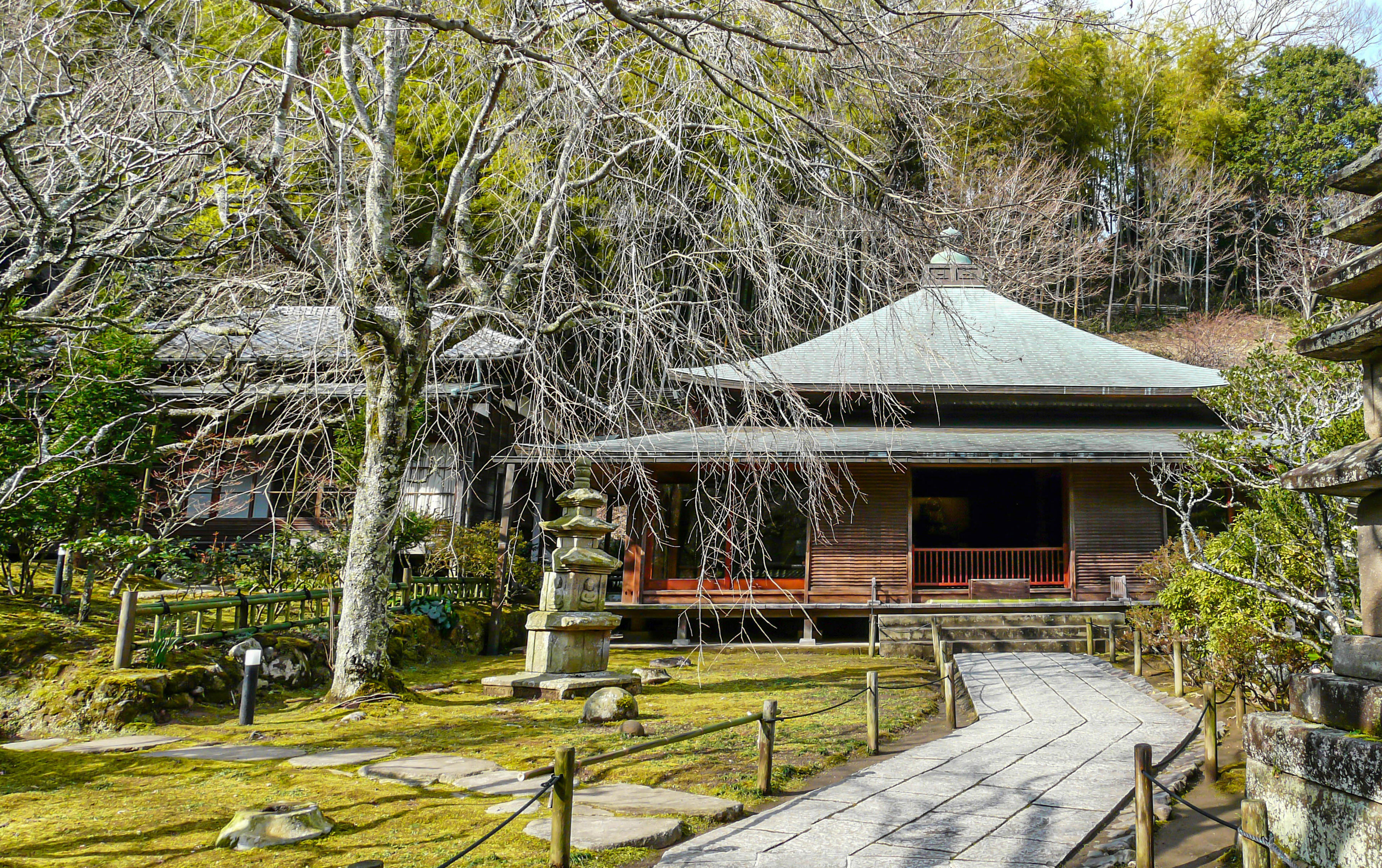
本堂と左に水月堂。

寒雲亭（茶室）

松ヶ岡宝蔵

2014年現在の東慶寺境内を概説する。
- 鐘楼

山門を潜って左側に茅葺屋根の鐘楼がある。現在の鐘楼は大正5年のもの。関東大震災で唯一倒れなかった建物である。梁に大震災のとき梵鐘が揺れてめり込んだ跡が残る。東慶寺には鎌倉時代末期に造られた梵鐘があったが今はここになく、静岡県韮山の本立寺にある。現在の梵鐘は南北朝時代の1350年に鋳造されたもので神奈川県重要文化財に指定されている。「就相陽城之海浜有富多楽之寺院」「観応元年」と刻印されており、材木座の補陀落寺のものであったことが判る。それが何故ここにあるかだが「玉舟和尚鎌倉記」や、水戸光圀が編纂させた「新編鎌倉志」には、東慶寺の寺領であった二階堂永安寺跡より農民が掘り出したという。同様の記述は「新編相模国風土記稿」にもある。永安寺（ようあんじ：廃寺）は瑞泉寺門前右側の谷戸にあった足利氏満の菩提寺であり、足利持氏が永享の乱のときこの寺に幽閉され、更に攻められて自害し寺は焼けたと伝える。それらの事から足利氏満が没した1398年（応永5年）12月以降、菩提寺として建てられた永安寺に補陀落寺から移されたと推測されるが定かではない。
- 書院

山門を潜り、鐘楼を通り過ぎた右側に書院の中門があり、その中の大きな建物が書院である。以前は1634年（寛永11年）の徳川忠長屋敷から移築された建物であったが、関東大震災で倒壊する。倒壊直後の写真では屋根は茅葺であったが、他の国宝・重文建造物の例から移築当初は檜皮葺であった可能性がある。現在の書院は二階堂の山林を売った資金で、以前とほぼ同じ間取りで大正末に再建されたものである。広さは60余坪。以下中世の建築用語を用いるが、玄関を上がった「中門廊」は2つの出入り口を持ち、その先北側に「公卿の間」がある。その西側、「広庇」（縁）沿いに「次ぎの間」「上座の間」が繋がる。上座の間の天井は今は十六菊花紋の格子天井であり、以前は菊・桐の紋であったという。その「上座の間」に向かって左側にお殿様（徳川忠長）が太刀持ちの小姓を従えて座っていてもおかしくない「上段の間」がある。「広庇」に相当する南側と西側の廊下は、倒壊前は雨戸だったというが、今は僅かに波打つ大正ガラスのガラス戸が入っている。書院から本堂、更に水月堂へと渡り廊下で繋がっている。東慶寺では様々な文化的イベントを行っているが、講演会はこの書院を用いることが多い。
- 本堂

書院の門の先の同じ右側の中門の奥が本堂である。明治時代の東慶寺には1634年（寛永11年）に千姫が寄進した仏殿が現在の菖蒲畑の奥の板碑のあたりに残っていたが、明治維新で寺領を失い修理も出来ずに荒れ果て、雨の日には「本堂の雨漏りがひどくて、傘をさしてお経を読んだ」という状態であった。その仏殿は1907年（明治40年）に三溪園に移築されたが、西和夫は「おそらく仏殿は維持が難しかったのであろう」と推察する。その頃、中門（現在の山門）の石段の右に聖観音菩薩像を安置していた観音堂・泰平殿があり、後にこれを現在の白蓮舎の前、菖蒲畑のあたりに移築して本堂とする。しかしこれも1923年（大正12年）の関東大震災で倒壊する。このとき本尊両立の文殊・普賢も消失している。現在の本堂はその後、1935年（昭和10年）に建てられたものである。本尊は釈迦如来座像。寄木造の玉眼入りで、仏頭内側に墨書修理銘がある。それによって1515（永正12年）に火災があり、かろうじてこの本尊を取出したもののほとんど焼失したらしいことが判った。
- 水月堂

本堂にほぼ接した左側が水月堂である。元は加賀前田家の持仏堂であったが、1959年（昭和34年）にこちらに移築し、水月観音菩薩半跏像を安置する。水月堂とはその水月観音菩薩像からである。この水月堂が出来るまでは水月観音菩薩像は鶴岡八幡宮境内の鎌倉国宝館に寄託されていた。この持仏堂の仏壇は元々丸窓であったが、水月観音の大きさにちょうどピッタリであった。水月堂の前には作家の田村俊子や湯浅芳子の仲間であった山原鶴（号宗雲）の茶室松寿庵があり、本堂前から扁額が見える。
- 寒雲亭（茶室）

書院と本堂の向かいに茶室・寒雲亭がある。寒雲亭は千宗旦の遺構で、最初のものは1648年に造られ、裏千家で最も古いお茶室とされる。ただし1788年（天明8年）正月に京都で大火があり、伝来の道具や扁額、襖は持ち出すことができたが、茶室は隣合わせだった表千家・裏千家共にすべて焼失している。従って現在残るものは1788年から翌年にかけて同じ間取りで再建されたものである。東慶寺の寒雲亭は明治時代に京都の裏千家から東京の久松家（元伊予松山藩久松松平家）に移築され、その後、鎌倉材木座の堀越家を経て1960年（昭和35年）に東慶寺に寄進・移築されたものである。千宗旦の「寒雲　元伯七十七歳」の扁額がある。垣根の外から見える外壁に「寒雲」の扁額が見えるがそれとは別のものである。1994年（平成6年）に改修工事を行った。京都の裏千家今日庵にも寒雲亭が再建されている。
普通にお茶室というと「にじり口」から入る広くて4畳半、狭いと2畳に床の間という「小間」のイメージだが、こちらは「広間」という八畳の茶室で、露地に面して貴人口（きにんぐち）があり、 書院造りである。ただし床の間と付書院を分けて格式を和らげている。下座床で、寒い時期に切る炉は向切である。天井は真行草の三段構えで貴人席の上が竿縁天井、その向いが平天井、縁側の下座が船底天井と3種類に分かれている。現在では観音縁日(毎月18日)の月釜、の他、様々な茶会や体験教室などに使われている。。

白蓮舎（立礼茶室）

- 白蓮舎（立礼茶室）

本堂の門前の先に青銅の金仏があり、道はそこから若干右方向に曲がるが、その金仏の左正面が茶室・寒雲亭の中門である。その門の手前を右へ行くと菖蒲畑の左側に見えるのが立礼の茶室白蓮舎である。普通にお茶室というと和室に正座で作法が大変というイメージだが、こちらのお茶室は立礼席（りゅうれいせき）と言って敷き瓦を敷いた土間に椅子にテーブルでかなりの広さがある。立礼席は明治5年に裏千家11代玄々斎が外人を意識して考案したものでその後多くの流派に広がった。立礼席は各流派の門人の為のお茶会でない限り、一般には作法をさほど気にしないでも済む略式ととらえられている。。
- 松ヶ岡宝蔵

かつてはこの場所に方丈があったという。1978年（昭和53年）に鉄筋コンクリートの土蔵様式で新築された。木造聖観音立像（重文）は受付の先、階段下のスペースの壁面に安置されている。その上にはかつて蔭涼軒主徹宗尼が伯母である21世住持永山尼の十三回忌に建立し、聖観音立像を安置した泰平殿の扁額が架かっている。その対面の壁上部には釈宗演の跡を継いだ佐藤禅忠が、釈宗演の大患全癒紀念にと1916年（大正5年）に書いた鐘楼天井の龍の絵の下図が架かっている。その脇の階段を上がると展示室であるが現在は閉鎖中である。

## 庭園の四季
春（2～4月）
東慶寺は梅で有名だが、その梅が終わると山門を潜ってすぐ右側、鐘楼の向かいの彼岸桜が咲く。浄智寺のタチヒガンよりも少し早い。それが終わると本堂中庭の枝垂桜、それより僅かに遅れて本堂の門と寒雲亭の門にはさまれた枝垂桜。更に遅れて山門左のウコン桜・書院の八重桜が咲く。

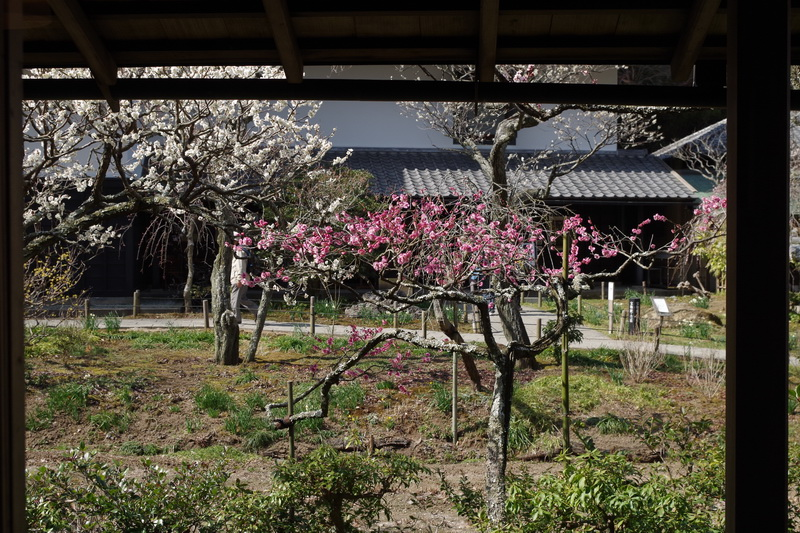
白蓮舎からの紅梅
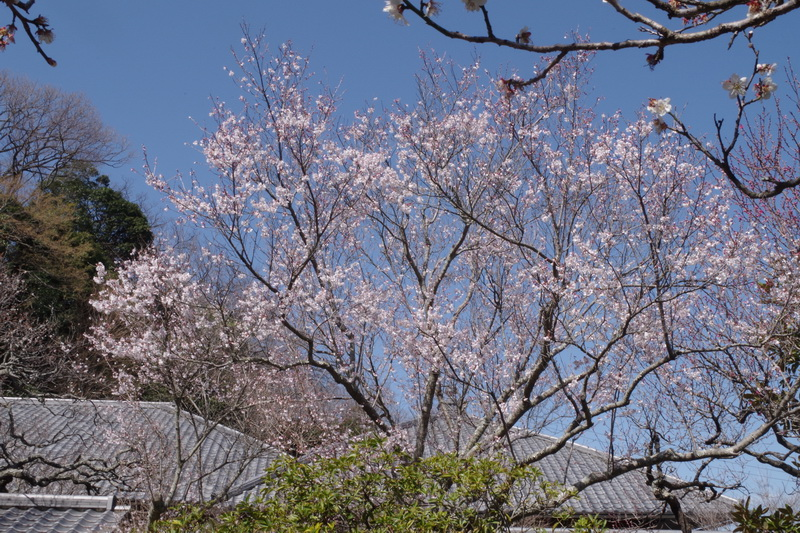
山門脇の彼岸桜
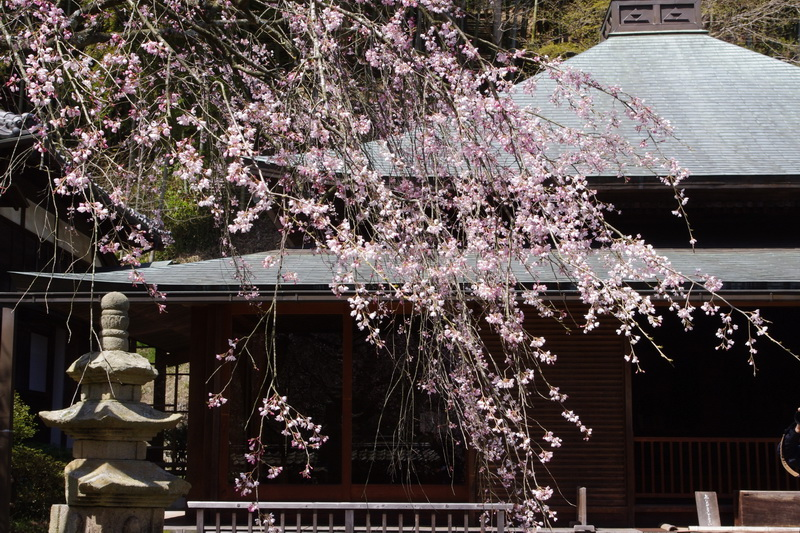
本堂の枝垂桜
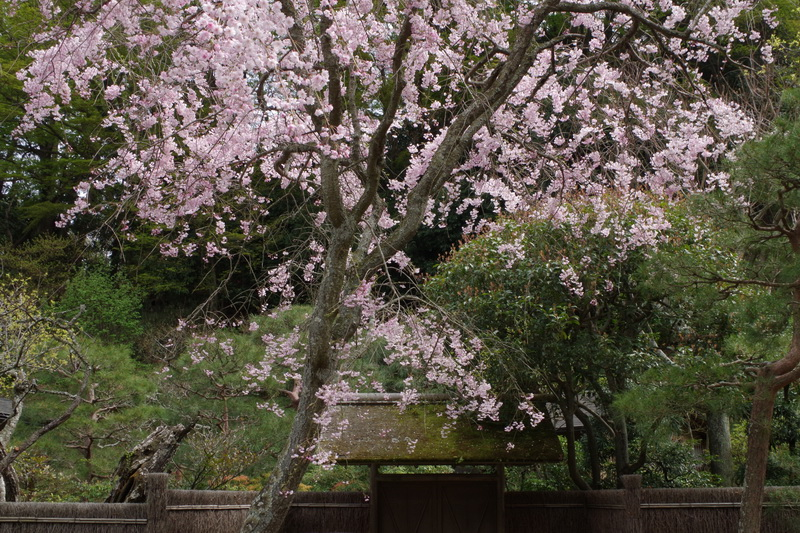
本堂門前の枝垂桜

梅雨（5～6月）
アジサイの季節は黒姫アジサイに始まり、額アジサイ、柏葉アジサイその他が続くが、同時に白蓮舎前の花菖蒲の他、宝蔵から墓地に向かう右側壁面一杯にイワタバコが咲く。イワタバコそのものは鎌倉では珍しくは無いが岩肌一面にというのは例を見ない。イワタバコとほぼ同時に本堂裏にはイワガラミがこれも壁面一杯に咲く。

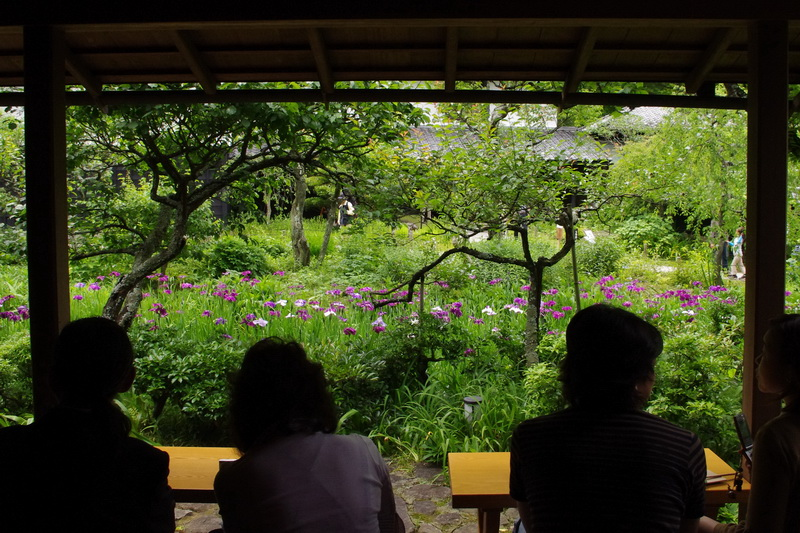
白蓮舎からの菖蒲
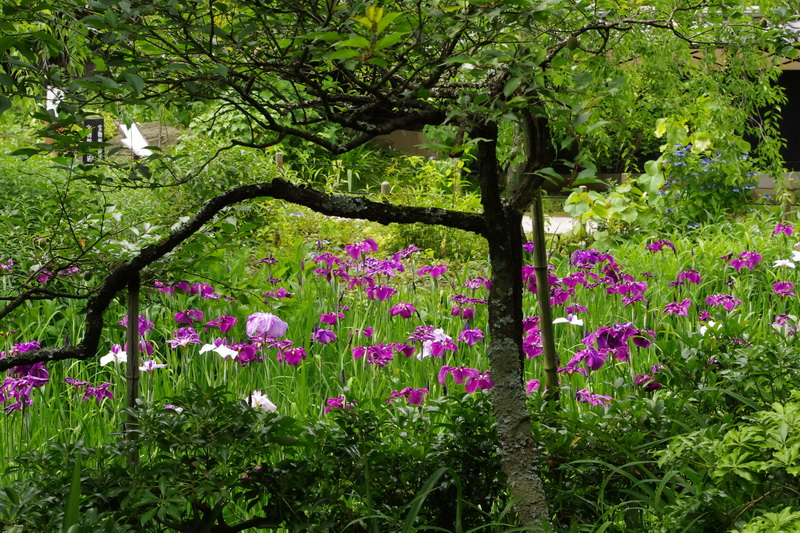
席からの花菖蒲
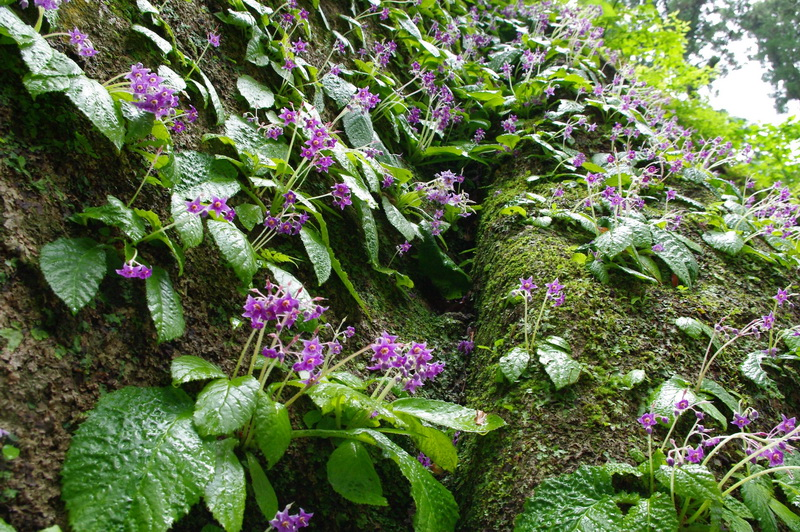
岸壁のイワタバコ
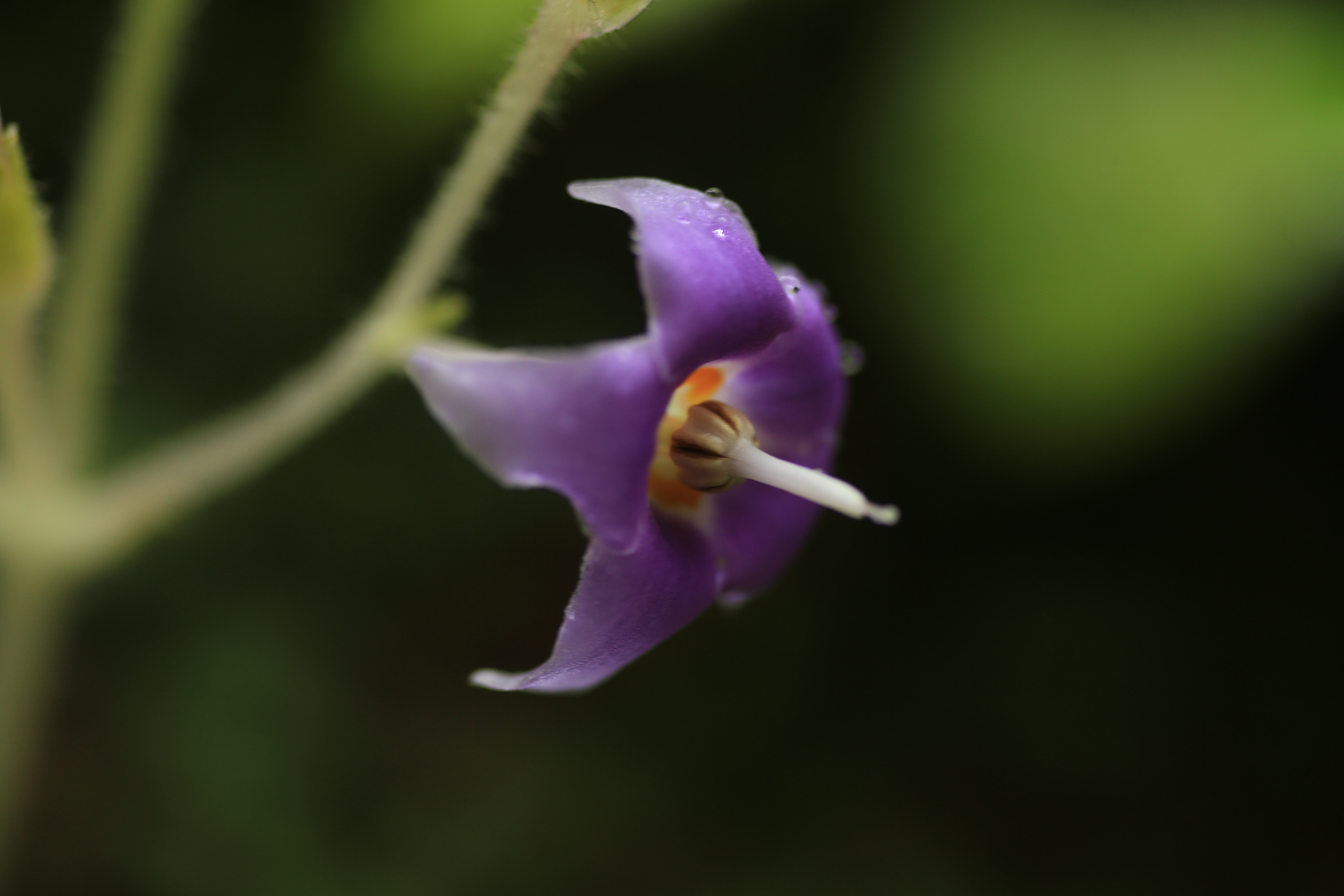
岩崖に繁殖するイワタバコ
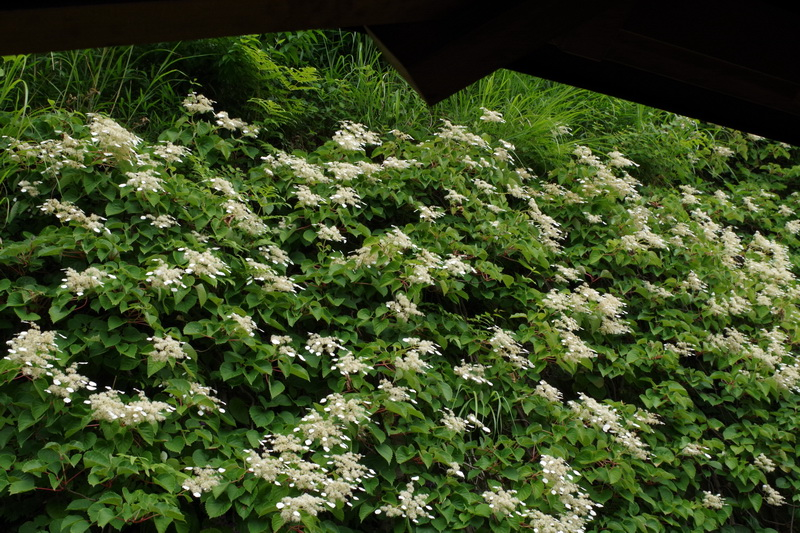
本堂裏のイワガラミ

秋（10～12月）
宝蔵前の秋桜がピークを迎える9月から杜鵑がちらほら咲き出すが、群生となるのは10月である。その次ぎに竜胆の花が地面を這い、そして紅葉が始まる。山門前の紅葉を最初に本堂中庭、それより遅れて奥の墓地の紅葉が始まる。

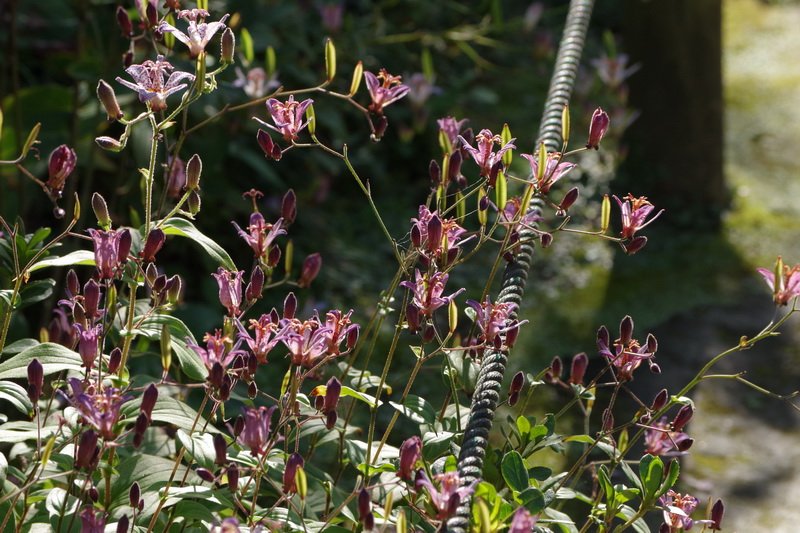
杜鵑（ホトトギス）
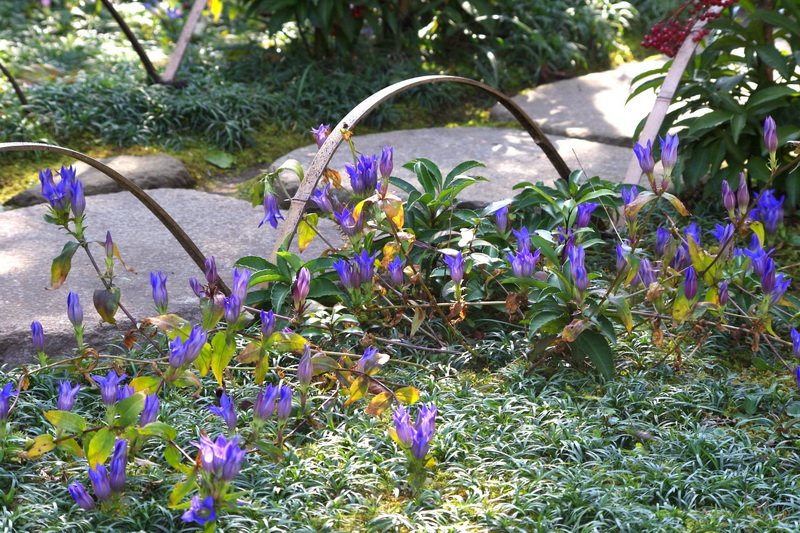
竜胆（リンドウ）
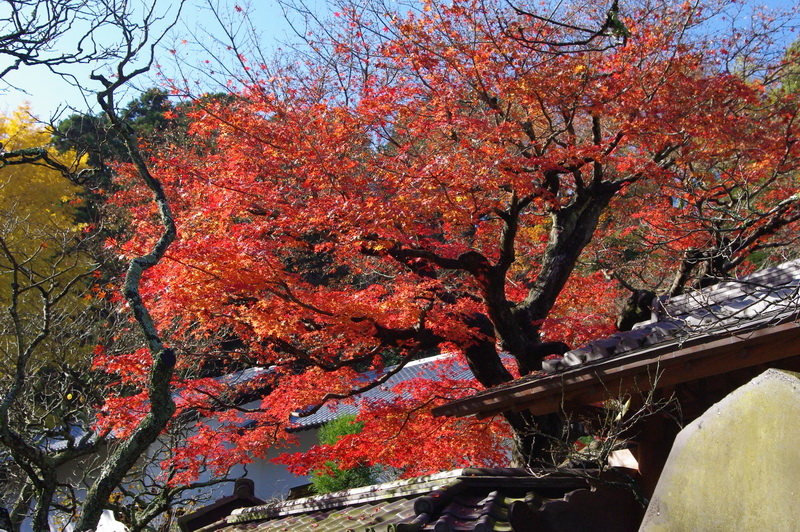
本堂の紅葉
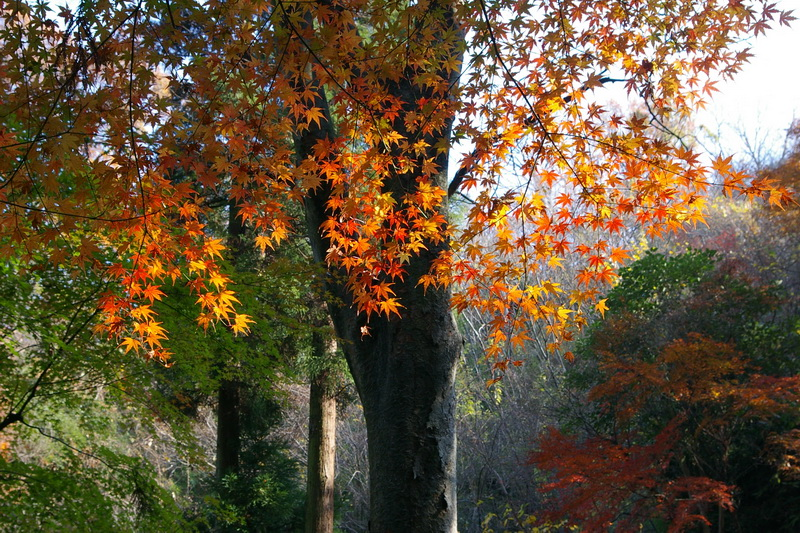
墓地の紅葉

## 墓地
歴代住持の墓

東慶寺住持の墓所

歴代住持の墓はイワタバコの岩壁の直ぐ先の石段の上にある。石段は新しいものと、すり減った古い石段の2つがあるが、新しい石段の上が皇女用堂尼の墓であり、柵で囲われ宮内庁が管理している。墓はやぐらの中にある（画像：奥の右側の穴）。古い石段を登ると正面が天秀尼の墓で一番大きな無縫塔である。右には用堂尼の矢倉と並んで開山・覚山尼の矢倉がある（画像：奥の左側の穴）。ただし覚山尼は円覚寺の仏日庵の夫時宗の傍に葬られたのでここは供養塔である。天秀尼の無縫塔の左には前述の台月院の宝篋印塔があり、その更に左には21世永山尼の無縫塔がある（画像：中央列左側）。尼寺住持の墓はそれだけである。画像の右列に並ぶ無縫塔は蔭涼軒院代など塔頭庵主の墓で、一番端（画像：右手前）が最後の院代順荘尼の墓である。この順荘尼が明治35年に亡くなって以降男僧の寺となった。釈宗演以降の男僧の墓は天秀尼、永山尼の無縫塔の後方（画像：左上段）にある。
著名人の墓
当寺は文化人の墓が多いことでも有名で、檀家の墓地には鈴木大拙のほか、西田幾多郎、岩波茂雄、和辻哲郎、安倍能成、小林秀雄、高木惣吉、田村俊子、真杉静枝、高見順、三枝博音、三上次男、東畑精一、谷川徹三、野上弥生子、前田青邨、川田順、レジナルド・ブライスらの墓がある。また、前田青邨の筆塚、旧制第一高等学校を記念する向陵塚がある。

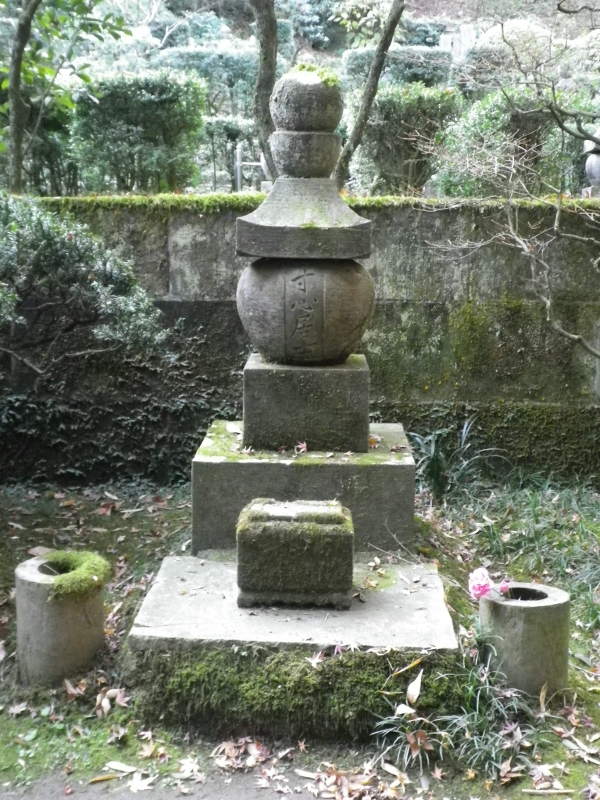
西田幾多郎（哲学者、1870 - 1945）
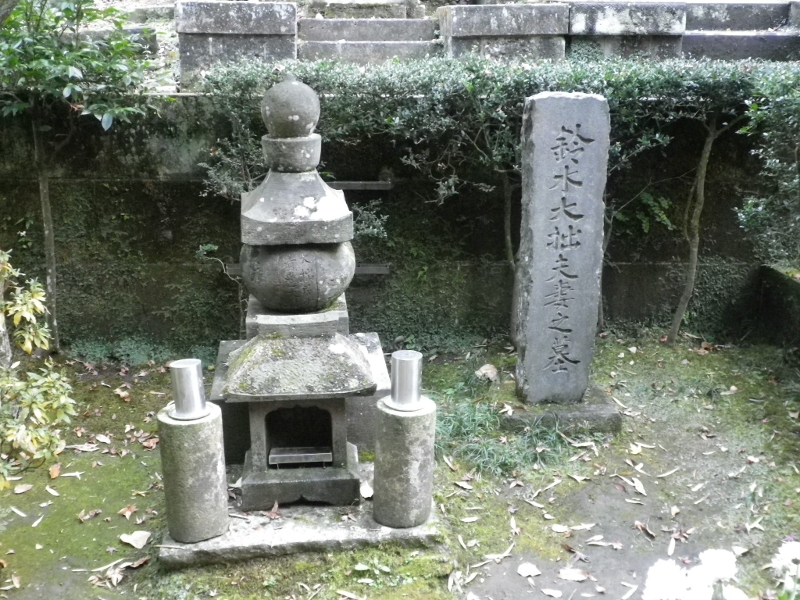
鈴木大拙（仏教学者、1870 - 1966）
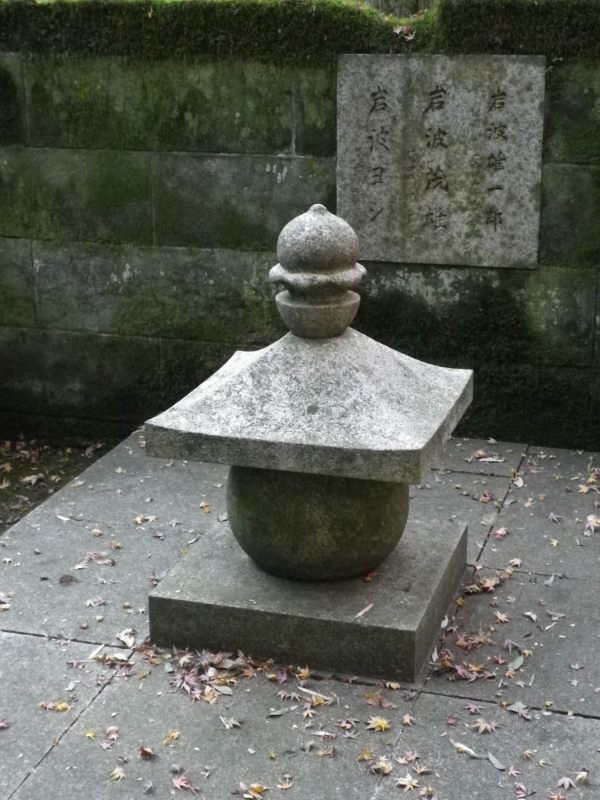
岩波茂雄（岩波書店創業者、1881 - 1946）
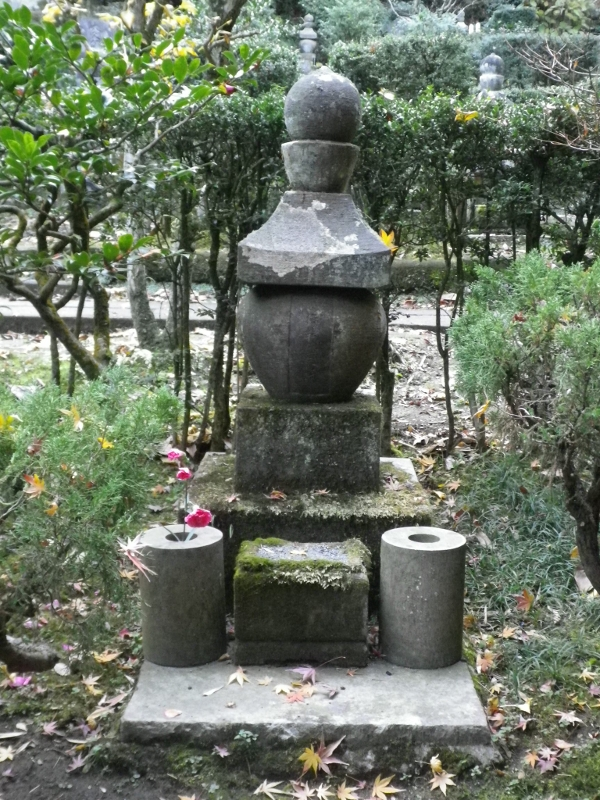
安倍能成（哲学者、教育者、学習院長、1883 - 1966）
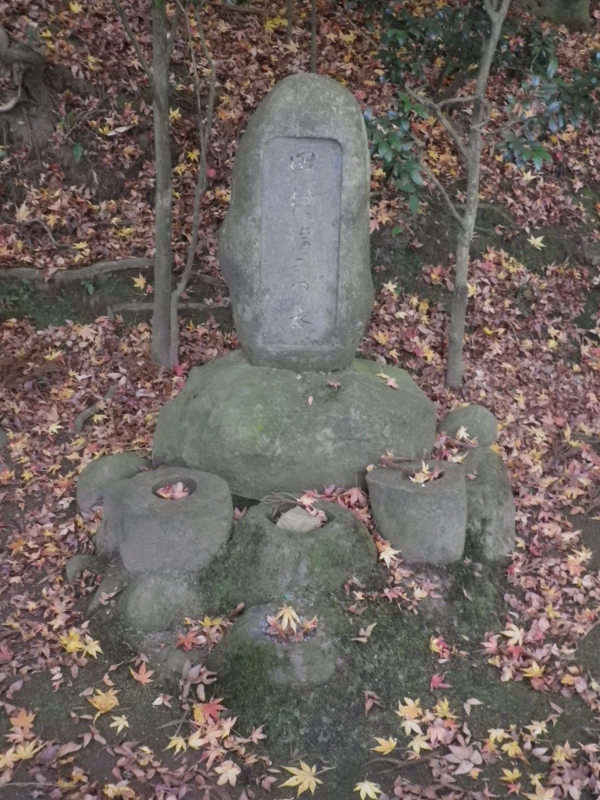
田村俊子（作家、1884 - 1945）
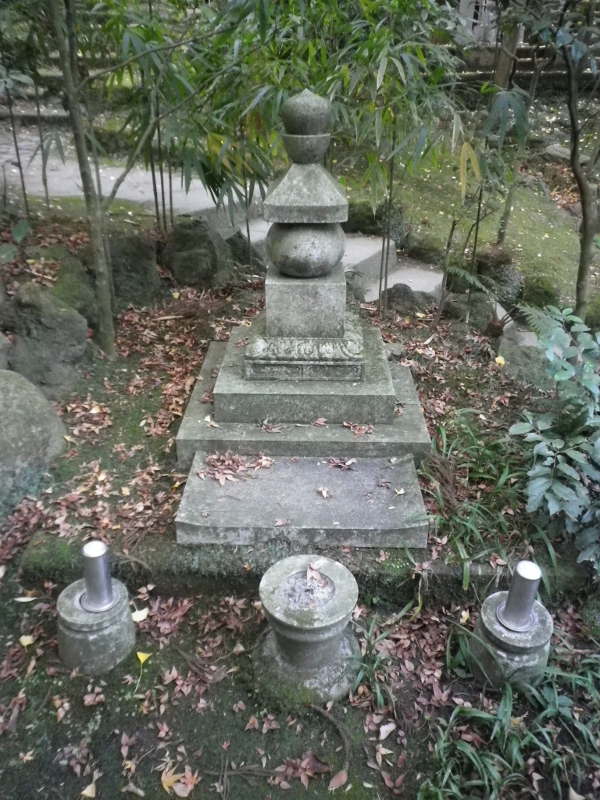
前田青邨（日本画家、1885 - 1977）・荻江露友（荻江節家元、前田青邨妻、1892 - 1993）
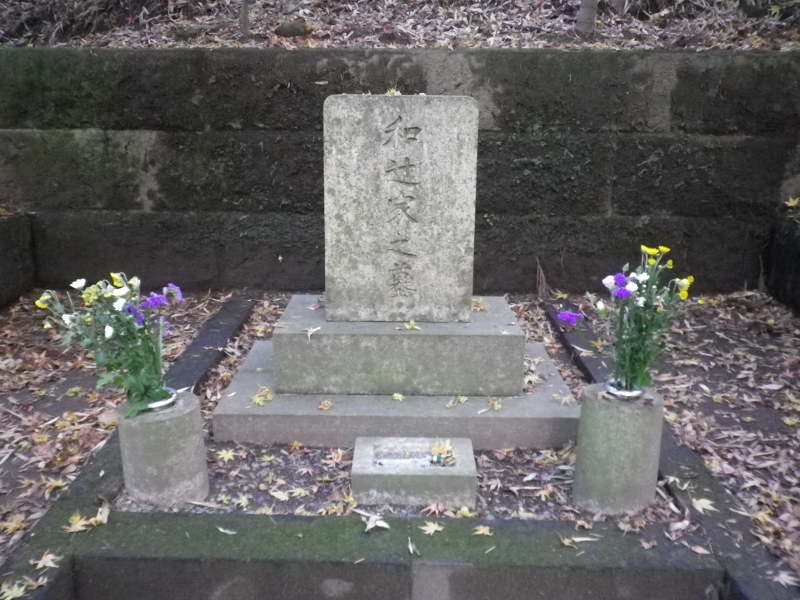
和辻哲郎（哲学者、倫理学者、1889 - 1960）
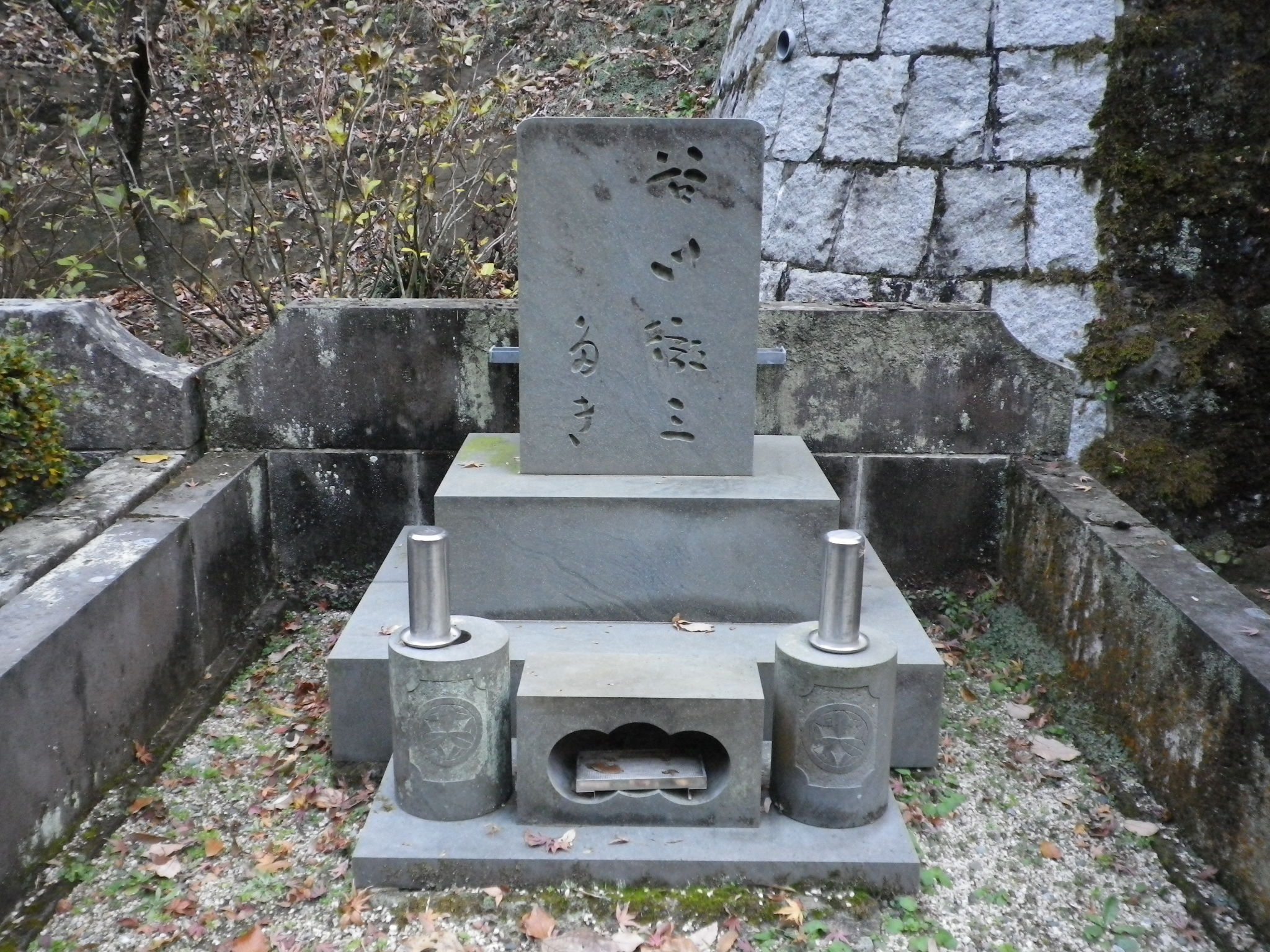
谷川徹三（哲学者、1895 - 1989）
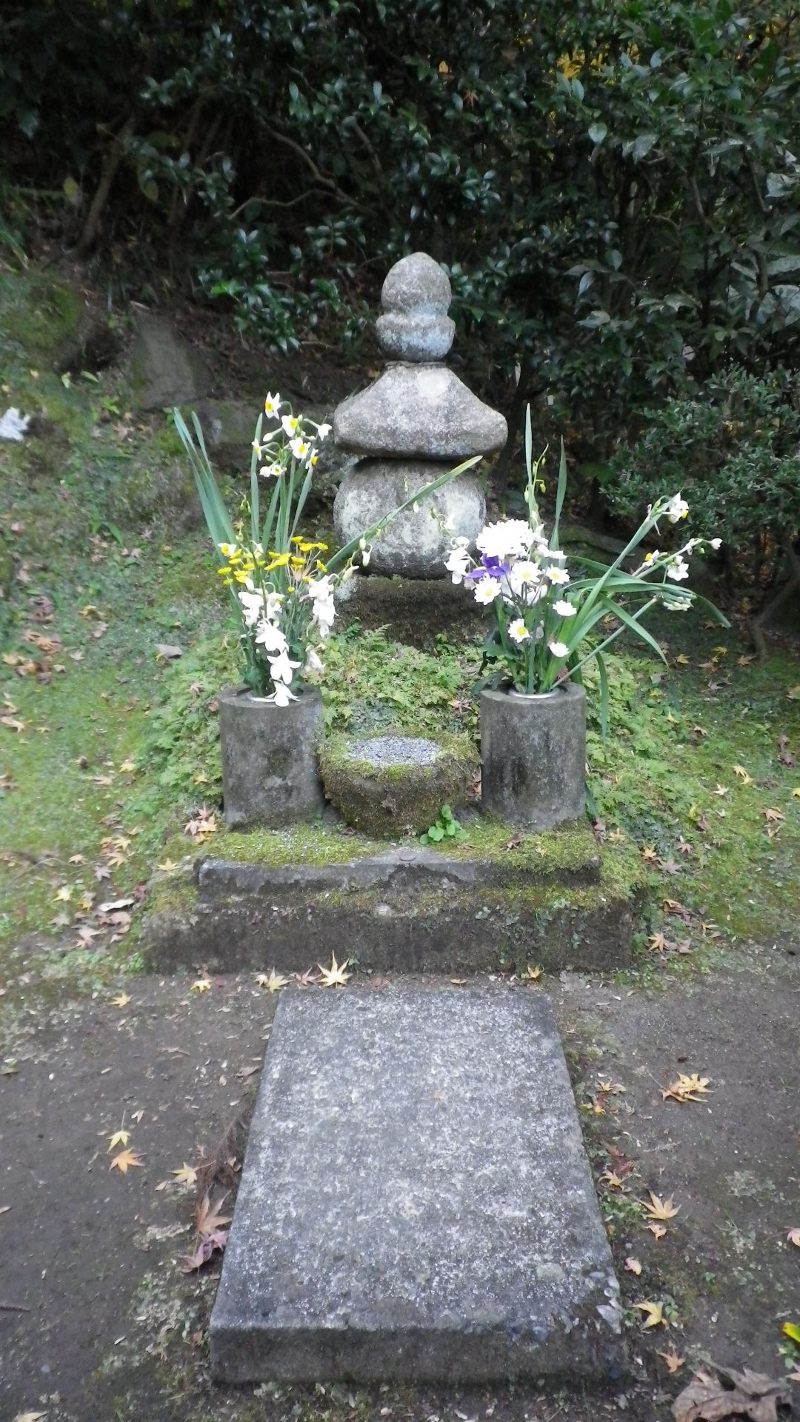
小林秀雄（文芸評論家、1902 - 1983）
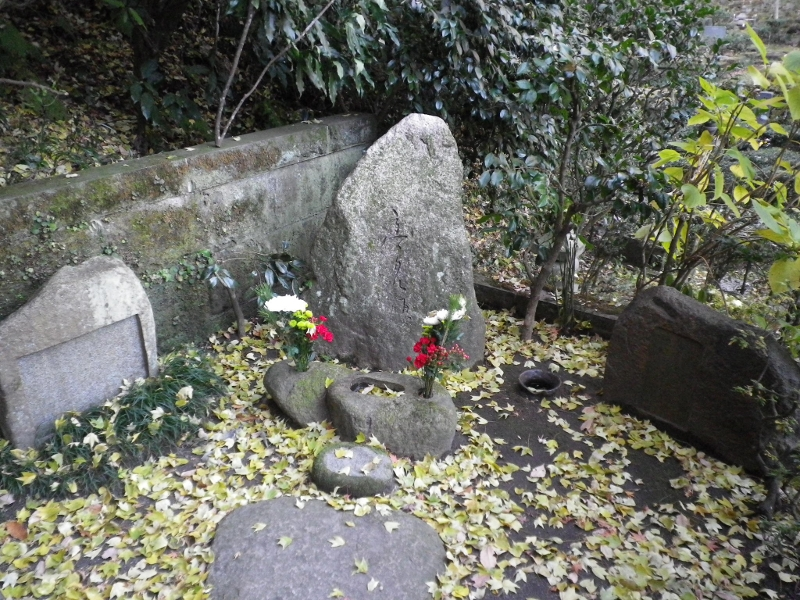
高見順（作家、詩人、1907 - 1965）

## 文化財

### 国指定

#### 重要文化財
- 木造聖観音立像 - 彫刻 - 指定年月日：1900年（明治33年）4月7日指定[201][202]。

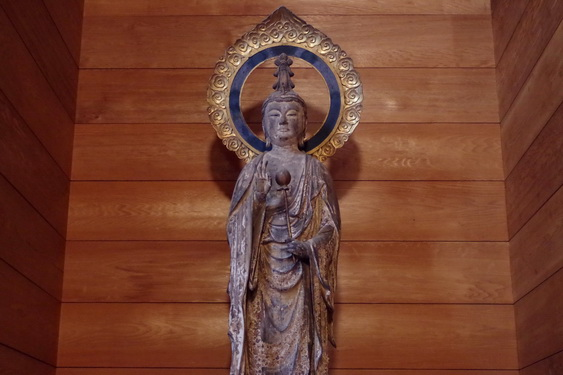
聖観音立像　元は鎌倉尼五山第一位太平寺の本尊とされる。土紋装飾が施されている。

もともとは鎌倉市西御門にあった太平寺（鎌倉尼五山の第一位、廃寺）の本尊であったとされる。宝髪を結い上げた菩薩ながら、裙（くん）・偏衫（へんざん）・大衣（だいえ）を着用した如来形である。如来衣を着用する観音菩薩は非常に少なく、いずれも宋風の彫像である。太平寺でこの像を安置していたと思われる仏殿は円覚寺に移築され舎利殿（国宝）となっている。
後世補われた光背と台座以外は剥落、褪色のため造像当初の色彩は失われている。宋風の仏像装飾は肉身には金泥塗、衣文は金泥地に金箔の截金文であり、この聖観音立像も土紋装飾、盛り上げ装飾に上に金泥、更に金箔の截金（切金とも）も併せ用いた豪華絢爛な贅を尽くした像である。土紋装飾とは彫刻面の上に布貼し錆漆を塗り、その上に粘土に漆を加えて固めに練ったものを雌型に詰めて作った落雁の様なものを、まだ柔らかいうちに漆で貼り付けるもので、南宋風の装飾技法である。鎌倉時代後期から南北朝、室町時代初期までの鎌倉周辺にしか見られない。
土紋装飾は大衣の部分にあるが、大衣一面にある訳ではない。袈裟は元々は糞掃衣（ふんぞうえ、ぼろ布・端切れを寄せ集め、継ぎ合わせて作った衣）に由来し、その名残で布の継合せを表す田んぼとあぜ道のような部分（田相部、条葉部）がある。土紋はその条葉部の蓮華唐草文として施されている。およそ2.5cmぐらいで、型抜きをし、花文や葉文などのスジはヘラで陰刻して仕上げ、その上を白色層が下地として覆い、その上を金泥などの金色層が覆う。
田相部には、かなり剥げ落ちてはいるが、截金（きりかね・切金）といって金泥の上に金箔を細く切って貼り付けることで文様をつける。花文や葉文を結びつける蔓は盛り上げ装飾で、朱と白色顔料を混ぜた顔料を盛り上げている。土紋装飾の代表的な仏像に胎内銘文により1299年造と判明している浄光明寺の阿弥陀如来坐像があるが、土紋、截金ともにその像と同じ形式である。ただし若干簡略である。
制作年代は鎌倉時代後期から南北朝時代の頃（14世紀）とされる。最も古く見ているのは「神奈川県文化財図録・彫刻編」で、1299年（正安2年）頃の浄光明寺の阿弥陀三尊脇侍菩薩像より後。 鎌倉時代でも14世紀の1300～1333年とする。それに対し山田康弘は、鎌倉期の素朴で重厚な表現とは異なり人間味豊かな表現や彫技に神経を使っている点などから、14世紀でも南北朝時代。渋江二郎も室町時代の彫刻の趣きが若干現れ初めているとしている。三山進は川崎市能満寺にある1390年（明徳元年）の虚空蔵菩薩像よりも前。ただし14世紀でも鎌倉時代まで遡らせるのは危険。太平寺の本尊であったことを考慮に入れると、太平寺が鎌倉公方家の寺となったのは、足利基氏の妻・清渓尼からであるので、基氏が死んだ1367年（貞治6年）から「空華日工集」に太平寺長老（清渓尼）が出てくる1371年（応安4年）の間に像立という説を出している。常設で宝蔵に安置されている。
- 初音蒔絵火取母 - 工芸品 - 指定年月日：1960年〈昭和35年〉6月9日指定[221][222]）

初音蒔絵火取母

室町時代作の香炉。「火取母（ひとりも）」は香炉の一種。平安時代の香炉は金属製の薫炉とそれを納める火取母、そして火取母の上に被せる金属製の薫籠（くんこ）からなる。江戸時代には火取母の中に金属製の落としを入れただけの簡略香炉が多くなるが、これは薫炉、薫籠が備わっており平安時代以来の香炉の形をきちんと伝えている。この香炉は衣類に香をたき染めるために使用したもので、この香炉の周りに伏籠（ふせご）という木の枠を置き、そこに衣類を被せて香を炊き込めていた。「初音」とは源氏物語の巻名である。「初音の巻」の「年月を松に曳かれてふる人に今日鴬の初音聞かせよ」を歌絵とり入れ、火取母の蒔絵の図柄の中に「はつね」「きか」「せよ」の文字を松梅の間に配している。本作品をはじめ東慶寺に伝わる蒔絵遺品は高台寺蒔絵に対して、東慶寺伝来蒔絵を略し東慶寺蒔絵ともいわれる。豊臣秀頼娘天秀尼の所持とも伝えるがそれぞれの由来は不明である。
- 葡萄蒔絵螺鈿聖餅箱 - 工芸品 - 指定年月日：1976年〈昭和51年〉6月5日[224][225]。

「南蛮漆芸」の遺品。「聖餅箱（せいへいばこ）」はキリスト教のミサで用いる道具で、キリスト教関連の器物も禁教令の出る1613年（慶長18年）以前にはポルトガルの商人を通じたヨーロッパからの注文で大量に作られていた。ただしこれがなぜ仏教寺院である東慶寺に伝わったかは定かでない。キリスト教のミサの道具と認識されたのは1936年（昭和11年）に漆工研究家の吉野富雄がこれを見つけたときからである。今日本にある「南蛮漆芸」は一度海外に輸出した漆芸品が近年戻ってきたものがほとんどであるが、この聖餅箱は日本からは出ずにずっと東慶寺に残っていたという非常に珍しいケースとされる。
- 東慶寺文書 附 文箱1合、鏧子1口 （東慶寺文書777通[228]、20冊）- 古文書 - 指定年月日：2001年〈平成13年〉6月22日指定[229]。

院代蔭涼軒の寺法集と寺役人所持の写

本文書は、永徳3年（1383年）12月20日付の足利氏満寄進状から、明治3年（1879年）12月29日付の「たよ内済離縁引取状」までを収める。本文書は、寺史・寺法関係と縁切関係とに大別される。古いものでは、足利成氏書状、足利政氏印判状などがある。同寺は1515年（永正12年）に火災があり、それ以前の文書はほとんど無いが、17世旭山尼の頃からの文書は良く残っている。中には旭山尼の姉青岳尼が住持であった尼五山第一位太平寺の廃寺を伝える後北条氏の北条氏綱の手紙や、聖観音立像を取り返してきた蔭凉軒要山尼への感謝とねぎらいの手紙などもある。江戸時代については千姫侍女書状十通の他、縁切関係では1866年（慶応2年）の2冊の日記帳に駆入りの月日、親元、夫方、媒人等の呼出、到着、役所での取調べ、落着引取までの始末が記録されており、研究上の重要な史料である。
1905年（明治38年）の東京帝国大学史料編纂掛（現東大史料編纂所）の調査では1690年（元禄3年）以来の日記数十冊、1733年（享保18年）を始め十数冊の駆入書留他大量の古文書の存在が確認されていたが、関東大震災やあるいは敗戦の混乱時に失われ、現在かろうじて東慶寺に残るものが重要文化財となった。ただし虫食いその他で相当傷んでいるものもあり、東慶寺では2013年時点でその修復を計画し、基金を募っている。

### 神奈川県指定有形文化財

#### 彫刻
- 木造彩色水月観音坐像[注 106] - 指定年月日 - 1953年〈昭和28年〉12月22日」[233][234]。

水月堂に安置する。日本での一般的な仏像とは異なり岩にもたれてくつろいだ姿勢をとる。南宋風の、水墨画から抜け出てきたような自由な姿態の像である。こうしたくつろいだ観音像は中国では宋から元の時代に大流行した。 観音菩薩は補陀洛山（ふだらくせん）に住むと云われるが、中国で山というと仙人の住むところであり、観音菩薩と仙人のイメージが重なって、仙人特有のポーズで観音菩薩が表現されるようになったと考えられている。聖観音立像の土紋装飾と同様にこうした姿態の像は京都には残らず、鎌倉時代後半の鎌倉周辺にしか見られない。  日本仏教への南宋の影響としては建長寺、円覚寺に始まる禅宗到来のイメージが一般に強い。しかし滞在12年の入宋僧俊芿（しゅんじょう）に始まる京都泉涌寺系律宗も忘れてはならず、東寺や東大寺の大勧進として工匠を率いる律宗指導者がスポンサーを求めて鎌倉幕府に接近したことから、南宋彫刻の様式と技法は鎌倉に伝わる。
実際に南宋風の仏像は泉涌寺以外では鎌倉と、鎌倉文化圏のみに残っている。それは宋仏画の影響を強くうけた白衣観音的なもので、肉身は白土塗りの上に金泥仕上げをし、衣文は文様の輪郭を練り物で盛り上げ、その上に金彩を施しているのが一般的である。水月観音像もまさに建長寺にある南宋伝来の白衣観音にも共通する姿態であり、金泥のほとんどは剥離しているものの白土（白色顔料）塗りは窪みなどに多数残っている。今は灰色の坐像にしか見えないが当初は聖観音立像と同様に金彩の豪華絢爛な像である。装飾技法としては、現状ではあまり鮮明には見てとれないものの宋風の影響を強く受けた盛上装飾が施されている。盛上装飾はこの水月観音像の他に京都泉涌寺の諸仏、横須賀市清雲寺の滝見観音像（重文）、いわき市禅長寺の滝見観音像などがあるが、ともに装飾技法だけでなく像そのものが宋風、あるいは宋伝来のものである。この水月観音像は磐城禅長寺の滝見観音像とともにきわめて忠実な宋風様式とされる。  かつては南北朝時代のものとみられていたが、近年の調査で鎌倉時代も13世紀後半の作と修正されている。東京国立博物館の浅見龍介は、もしこの像が最初からこの寺にあったのであれば開山覚山尼にかかわる遺品である可能性もあるとする。銅製の冠、胸飾などは後世補われたものである。

#### 工芸
- 銅鐘（東慶寺） - 指定年月日：（昭和44）12月2日[242]。

鋳物師大工・大和権守光連の作で銘に観応元年とある。比較的小鐘であるが時代の特徴をよく示している。

### 鎌倉市指定有形文化財

#### 彫刻
- 木造釈迦如来坐像 - 指定年月日：2003年〈平成15年〉11月19日指定[243]。

本堂に安置されている本尊で、寄木造玉眼入り。像高　91.0cm。頭部内面に墨書修理銘がふたつあり、古い方の冒頭に「松岡東慶寺永正12年火事出来、本尊計出候、菩薩座光□□（ 2字判別不能）」とあり、これによって1515年（永正12年）に大火事に見舞われたことが判った。 現在残る古文書に永正12年以前のものが極めて少ないのはこのとき焼失したためと思われている。聖観音立像はこの時期まだ東慶寺には来ていないので「菩薩座光」は水月観音菩薩かもしれないが不明である。1518年（永正15年）6月にこの本尊に仏師弘円が面部を彩色し、左の玉眼を入れたことが記されている。もうひとつは江戸時代初期で、1671年（寛文11年）に仏師加賀が修補とある。関東大震災で大破したが本尊は昭和初年に修復した。かつては本尊の前立に文殊菩薩、普賢菩薩があったが関東大震災で大破し今はない。
- 木造観音菩薩半跏像

木造観音菩薩半跏像は鎌倉時代・14世紀の作で、鎌倉市指定文化財（彫刻・2003年〈平成15年〉11月19日指定）である。写実的ながら水月観音像ほどくつろいだ印象はなく、同じ鎌倉時代でも制作年代に開きがあるとされる。髻頂上の飾り、両手首先、左目の上瞼、下に踏み下げる左脚とその周囲の垂れる衣は後世補修されたものである。金沢区富岡の慶珊寺に明治維新後の廃仏毀釈で鎌倉の鶴岡八幡宮十二坊より移された十一面観音があり、胎内の銘文により1332年（正慶元年）の仏師院誉作と判明しているが、これと極めて良く似ている。

#### 工芸
- 銅造雲盤（寛永十九年銘） - 指定年月日：昭和40年10月13日[250]。寛永19年（1633年）の銘がある。

## 交通・拝観等
- 横須賀線（JR東日本）北鎌倉駅下車徒歩3分（地図）
- 本堂・松ヶ岡宝蔵(売店)：9:00~16:00 拝観料無料　※境内は全面撮影禁止
- 水月観音像拝観：毎月18日 9:00~16:00 ※事前予約の必要なし